# Colonne sonore di Neon Genesis Evangelion

Logo della King Records

Le colonne sonore di Neon Genesis Evangelion sono state prodotte per l'omonima serie televisiva anime del 1995 e i suoi sequel, remake e spin-off. Esse sono state composte da Shirō Sagisu sotto le direttive di Hideaki Anno, regista della serie. Oltre alle composizioni di Sagisu il personale ha usato dei pezzi di Masami Okui, Kotono Mitsuishi e un vasto repertorio di musica classica, con sinfonie di Beethoven, Bach, Giuseppe Verdi e altri compositori. Sotto le direttive di Toshimichi Ōtsuki, rappresentante della King Records e produttore della serie, come sigla d'apertura della serie è stato composto un pezzo inedito chiamato Zankoku na tenshi no these. Come sigla finale invece gli autori hanno usato il pezzo Fly Me to the Moon, scritto da Bart Howard. Per l'occasione il brano è stato interpretato dalla cantante britannica Claire Littley, Yōko Takahashi e le principali doppiatrici femminili dell'anime, Megumi Hayashibara, Kotono Mitsuishi e Yūko Miyamura, in versioni differenti da episodio a episodio.
La colonna sonora dell'anime è stata raccolta in tre album principali usciti nel 1995 e nel 1996. A questi sono seguiti diversi album in studio, raccolte e remix. Sagisu ha inoltre ripreso mano al franchise componendo i brani per la tetralogia Rebuild of Evangelion, rifacimento della serie classica, e diversi videogiochi derivati. I critici hanno notato come diversi pezzi presentino delle somiglianze con brani dei Beatles e colonne sonore di anime precedenti, come Mobile Suit Gundam e La corazzata Yamato. L'opera di Sagisu è stata accolta positivamente dalla critica e dal pubblico; diversi album e singoli della colonna sonora sono stati certificati in Giappone dischi d'oro o di platino, raggiungendo le vette delle classifiche nazionali. Secondo SciFi Japan gli album dedicati a Evangelion avrebbe venduto in totale nove milioni di copie.

## Produzione

### Genesi e fonti d'ispirazione

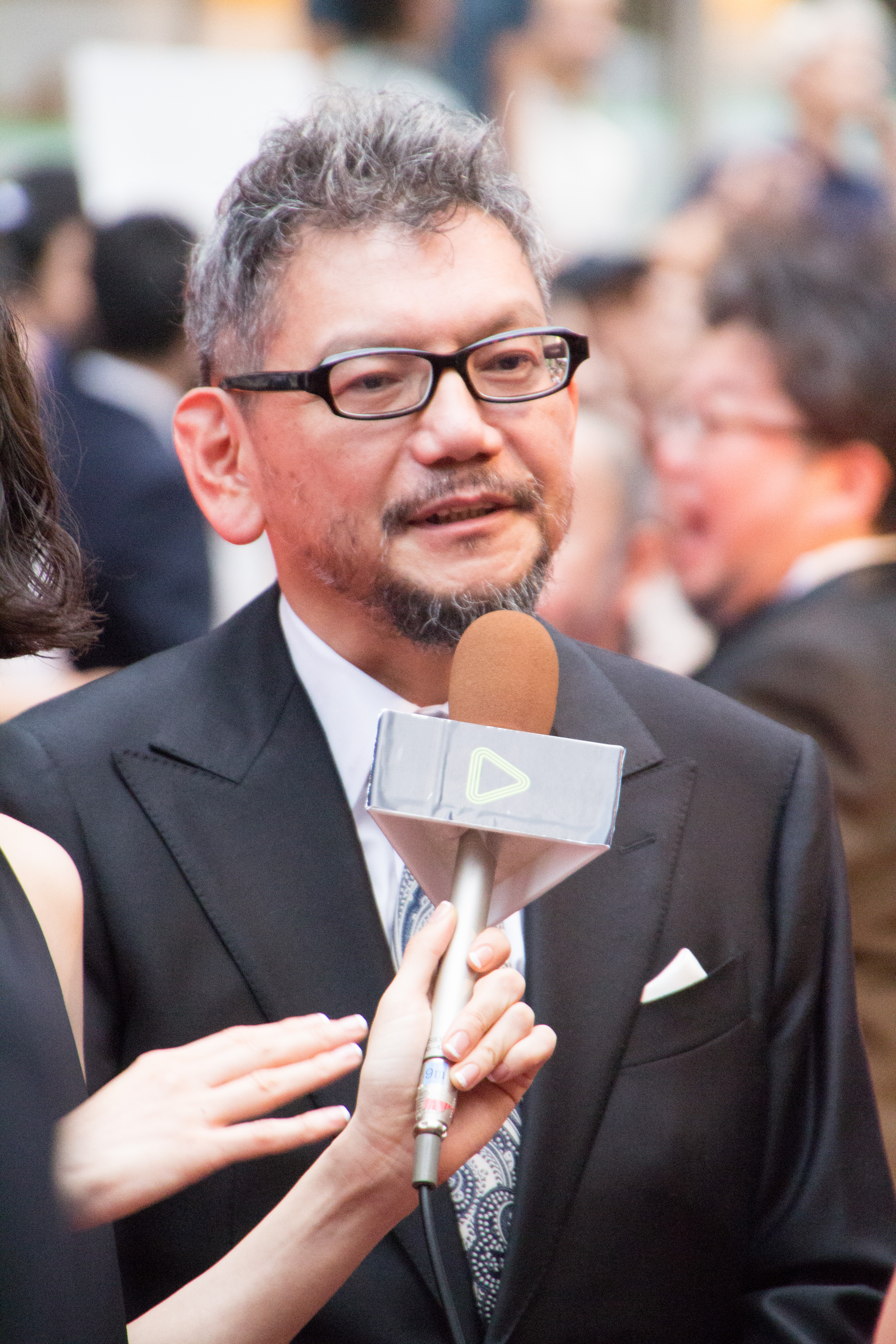
Hideaki Anno, regista e principale sceneggiatore di Neon Genesis Evangelion

La colonna sonora originale di Neon Genesis Evangelion è stata composta da Shirō Sagisu e distribuita dalla King Records. La musica è stata prodotta dal regista e principale sceneggiatore della serie, Hideaki Anno, che ha dato diverse istruzioni al compositore e si è occupato personalmente della scelta dei titoli dei pezzi. Evangelion costituisce inoltre un raro caso in cui una casa discografica è stata direttamente coinvolta nell'ideazione e nella realizzazione di una serie animata. È stato un rappresentante della King Records, Toshimichi Ōtsuki, a parlare la prima volta con Anno del futuro Evangelion e a dargli la possibilità di lanciare il progetto, assumendo il ruolo di produttore della serie.  Ōtsuki ha dato grande libertà artistica d Anno, permettendogli di fare ciò che voleva su ogni aspetto della produzione, tranne che sulla sigla d'apertura della serie. Per soddisfare le richieste del regista Sagisu ha dato alle composizioni un tocco rétro e una forte «dimensione psicologica», cercando di differenziarle molto dalle colonne sonore usate negli altri anime mecha; ad esempio, per conferire alla cabina di pilotaggio dell'Eva l'immagine di un grembo materno, Anno gli ha chiesto di comporre una melodia che «accentuasse la sensazione di nostalgia». La maggior parte delle composizioni sono state prodotte con sonorità e metodi tipici degli anni settanta, evitando l'utilizzo di sintetizzatori e dando dunque alle tracce un suono nostalgico. La maggior parte dei pezzi dà grande rilievo agli ottoni, mentre altri brani danno maggior risalto al violoncello o al pianoforte. Secondo l'ingegnere Masaki Miyakawa il tocco nostalgico delle composizioni di Sagisu sarebbe dovuto al processo produttivo delle serie animate giapponesi dell'epoca; i disegni venivano spesso finiti soltanto dopo la produzione della colonna sonora, dunque il regista Anno avrebbe dato a Sagisu delle indicazioni facendo riferimento a prodotti già esistenti. Le prime registrazioni si sono tenute negli studi della King Records a partire dal 12 marzo 1995.
Per Philip Brophy di Real Time la colonna sonora di Sagisu sarebbe simile a quella di Thunderbirds, Steve Reich e Ken Ishii. Miyakawa ha paragonato Angel Attack e Decisive Battle alle composizioni delle pellicole con effetti speciali giapponesi, come quelle di Godzilla; Angel Attack in particolare è stata accostata alla colonna sonora de L'ultimo imperatore di Ryūichi Sakamoto e al brano Kyūchi ni tatsu Gandamu (?, 窮地に立つガンダム, lett. "Gundam nei guai") di Mobile Suit Gundam. Secondo Matthew Magnus Lundeen di Game Rant invece il brano Angel Attack, da lui accostato al tema de Lo squalo, si rifarebbe alle composizioni delle vecchie serie tokusatsu, come Ultraman o Kamen Rider, mentre Decisive Battle e Angel Attack II sono state paragonate alle musiche delle pellicole di James Bond, e più in particolare al tema principale di A 007, dalla Russia con amore. Miyakawa ha paragonato Rei I alle composizioni di Sakamoto e al tema iniziale di Nausicaä della Valle del vento, Background Music a My Sharona dei The Knack, She said, "Don't make others suffer for your personal hatred" alle musiche del gruppo The Ventures, Nerv alle musiche dei super sentai, e Asuka Strikes! al country americano e Octopus's Garden dei Beatles.
La musica usata nel dodicesimo episodio durante lo scontro contro Sahaquiel è stata descritta dallo scrittore Dennis Redmond come «un'aria spagnoleggiante che ricorda gli spaghetti Western di Leone», mentre Eva-00 è stata paragonata alle opere di Bernard Herrmann. Secondo Heike Hoffer la musica sembra riflettere la psicologia dei personaggi della serie; il tema di Misato ha un suono jazz e rilassato, quella di Asuka una sonorità Western, e quello di Rei presenta un «piano armonico debussyano». Miyakawa e diversi appassionati hanno inoltre notato delle somiglianze fra l'opera di Sagisu e le musiche dell'anime La corazzata Yamato, con le quali condivide la strumentazione di archi, fiati, sezione ritmica e percussioni; Eva-01 in particolare evoca il brano The Birth e il tema della corazzata Andromeda, Background Music II ha un suono simile a The Original Space Battleship Yamato e al tema principale de I magnifici sette, mentre Background Music III potrebbe essere ispirata a Hero's Hill, udibile nella pellicola Addio Yamato.
Il brano Borderline Case, usato durante le scene introspettive che hanno come protagonista Shinji, si distingue nettamente dagli altri per via del suo tono metafisico, vicino alla musica d'ambiente o minimalista. Secondo un fascicolo dell'album Refrain of Evangelion anche il tema di Misato ha delle sonorità insolite rispetto alle altre colonne sonore della serie; Sagisu ha però partecipato anche alla composizione delle musiche per il varietà Waratte iitomo!, dunque «pezzi simili sono la sua specialità». Altro brano che si discosta molto rispetto al resto della colonna sonora è costituito dalla sigla d'apertura, Zankoku na tenshi no these. Essa è stata definita da Jack Doyle di The Mary Sue «un tormentone pop barocco». La composizione originale, caratterizzata da sonorità simili alla musica tipica della seconda metà degli anni ottanta, è stata inoltre remixata in diverse salse, come la techno, la jungle e la musica tradizionale giapponese.

### Musica classica
Oltre alle composizioni originali di Sagisu il personale ha utilizzato anche alcuni celebri pezzi di musica classica, come la Suite per violoncello solo n.1 in Sol Maggiore, la Partita per violino n.3, la Suite nº 3 in re maggiore e Herz und Mund und Tat und Leben di Johann Sebastian Bach, il Canone di Johann Pachelbel, il Messiah di Georg Friedrich Händel, il Requiem di Giuseppe Verdi e l'Inno alla gioia di Ludwig van Beethoven.
Hideaki Anno, lui stesso appassionato di musica classica, in un primo momento ha chiesto di usare come sigla di apertura della serie le Danze poloviciane, dall'opera Il principe Igor' di Aleksandr Porfir'evič Borodin, ma la richiesta è stata respinta dalla TV Tokyo e accantonata in fase di realizzazione. L'utilizzo di musica classica durante le scene violente da parte di Anno è stato inoltre paragonato a quello delle opere di Stanley Kubrick. La Suite per violoncello, suonata da Shinji nel quindicesimo episodio della serie, è stata invece scelta dallo sceneggiatore Akio Satsukawa, già noto per aver usato pezzi di musica classica come Manon Lescaut e Madama Butterfly nelle sue opere.
L'Inno alla gioia, unica colonna sonora usata nel corso del ventiquattresimo episodio, presenta un testo con diversi parallelismi con la trama della serie. Il brano è stato inserito per collegarsi alla tematica principale della puntata e per il verso «Noi entriamo ebbri e frementi, o Celeste, nel Tuo tempio». Il pezzo è stato utilizzato sia nella serie originale, nella scena in cui Kaworu Nagisa cerca di penetrare nel Terminal Dogma del quartier generale della Nerv, sia nella pellicola Neon Genesis Evangelion: Death and Rebirth e nel terzo capitolo del Rebuild. Haiku Hoffer ha invece notato come l'Inno alla gioia, a differenza di altri brani come la Suite per violoncello di Bach, sia molto conosciuto in Giappone, perché suonato durante dei concerti di fine anno chiamati Daiku; il fatto che Kaworu canticchi davanti a Shinji il pezzo, visto in Giappone come un brano da cantare in gruppo simbolo di collaborazione e senso di comunità, suggerirebbe subito allo spettatore giapponese come i due personaggi siano destinati a diventare amici nel corso della serie. Nel pezzo è udibile inoltre la frase "der Cherub steht vor Gott", "il cherubino è di fronte Dio", da Hoffer associato al fatto che Kaworu si fermi poi davanti all'angelo Lilith, una figura assimilabile a una divinità.  Anche il Canone di Pachelbel è stato riutilizzato nel corso degli anni, venendo usato per alcuni video promozionali del Rebuild.

### Altri pezzi
Nel corso degli episodi vengono usati dei pezzi che non fanno parte né della colonna sonora di Sagisu né del repertorio di musica classica. In diverse scene della serie sono state infatti usate delle musiche di Kotono Mitsuishi e Masami Okui, solitamente come musica di sottofondo o del lettore Digital Audio Tape di Shinji. Di Mitsuishi, doppiatrice originale di Misato Katsuragi, vengono usati i pezzi You are the only one, Aoi regendo (蒼いレジェンド? lett. "leggenda blu"), Tōi sora no yakusoku (遠い空の約束? lett. "La promessa del cielo distante") e Fall in a Star, tutte provenienti da Lilia 〜from Ys〜, un album del 1992 dedicato alle musiche della serie videoludica Ys. Le canzoni di Mitsuishi sono state riutilizzate anche in Evangelion: 1.0 You Are (Not) Alone e poi pubblicate negli album della relativa colonna sonora.
Di Okui sono state usate le canzoni Bay side love story -from Tokyo-, Face, Ryōte-ippai no yume (両手いっぱいの夢? lett. "Mani piene di sogni") e Fushigina yoru (不思議な夜? lett. "Notti misteriose"), estratte da Gyuu, primo album della cantante. Nel quindicesimo episodio è inoltre presente Tentō mushi no samba (てんとう虫のサンバ? lett. "La samba della coccinella"), un brano del 1973 ritenuto in Giappone la canzone per eccellenza dei banchetti nuziali. Esso è stato inciso in fase di doppiaggio, senza ricorrere a una registrazione preesistente, da Junko Iwao, Miki Nagasawa, Yūko Miyamura e Megumi Ogata.

### Fly Me to the Moon
Per la sigla di chiusura si è deciso di utilizzare un brano già esistente, Fly Me to the Moon di Bart Howard, con arrangiamento e interpretazione originali. Le animazioni per la sigla di coda sono state ideate e realizzate da Masayuki, uno degli assistenti alla regia della serie. Il brano è stato poi incluso nei vari album della colonna sonora e riutilizzato per alcuni video promozionali dei lungometraggi Evangelion: 1.0 You Are (Not) Alone e Evangelion: 2.0 You Can (Not) Advance, primo e secondo capitolo del Rebuild. Il pezzo è interpretato dalla cantante britannica Claire Littley e dalle doppiatrici femminili dell'anime, Megumi Hayashibara, Kotono Mitsuishi e Yūko Miyamura, in versioni differenti da episodio a episodio. In una delle proposte iniziali sarebbe stata invece la sigla iniziale della serie a cambiare da episodio a episodio, imitando il brano di apertura di Silver kamen. La versione principale, arrangiata da Toshiyuki Ōmori e cantata da Claire, è stata registrata agli Abbey Road Studios di Londra.
Nel 2003 la Gainax ha pubblicato una nuova edizione della serie chiamata Renewal, comprensiva di un disco bonus contenente vari extra. Nel disco bonus è stata aggiunta anche una versione rimasterizzata e più chiara di Fly Me to the Moon priva dei sottotitoli. Tale extra è stato poi aggiunto alle successive edizioni giapponesi, come il cofanetto Blu-ray della serie uscito nel 2015. Nell'edizione Renewal, inoltre, sono state aggiunte nuove versioni del pezzo. Le varie versioni di Fly Me to the Moon sono:

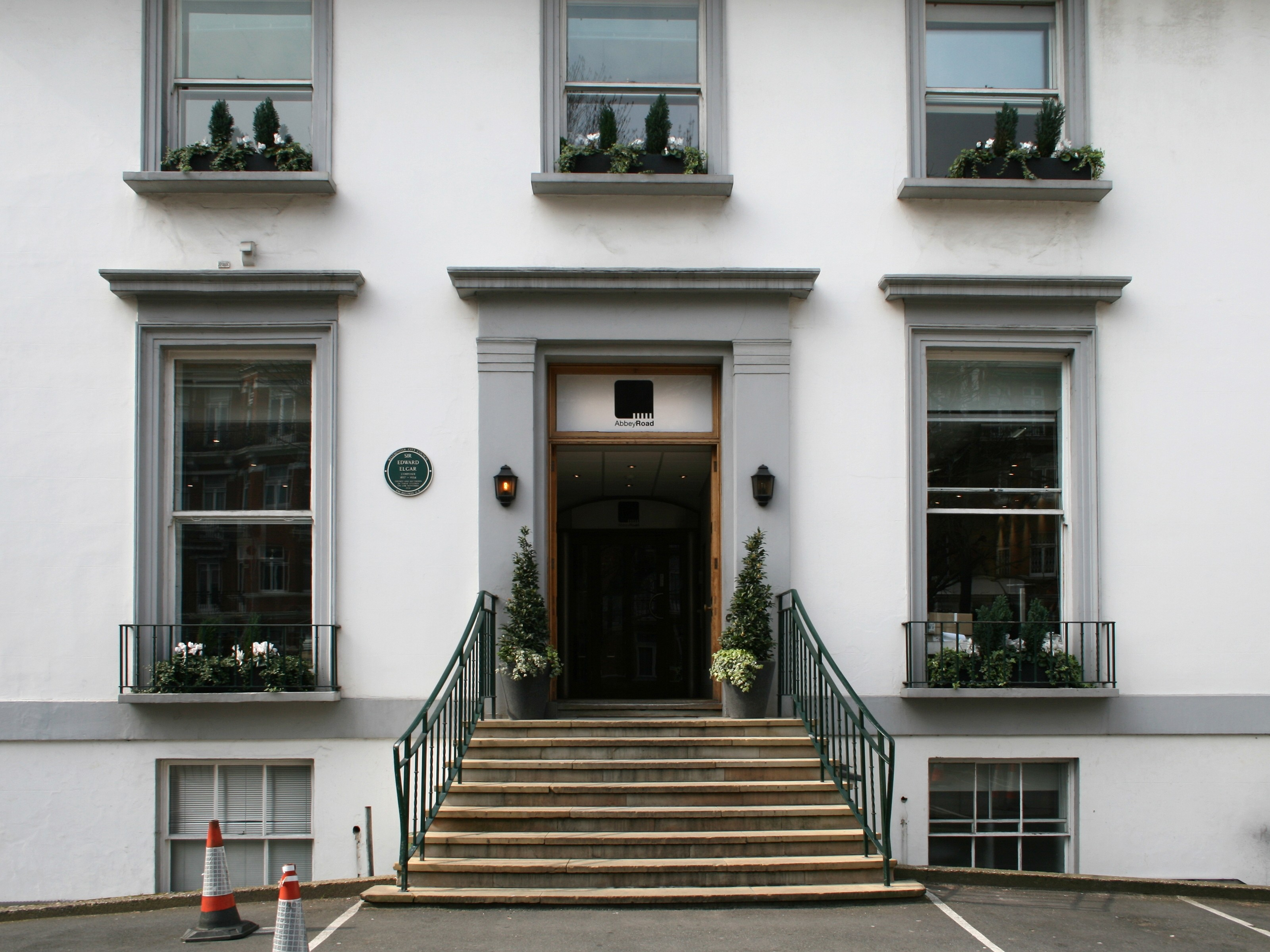
L'ingresso degli Abbey Road Studios di Londra

| Episodio | Episodio       | Interpreti         | Interpreti                                           | Versione     | Versione              |
| Episodio | Episodio       | Originale          | Renewal                                              | Originale    | Renewal               |
| -------- | -------------- | ------------------ | ---------------------------------------------------- | ------------ | --------------------- |
| #1       | #1             | Claire Littley     | Claire Littley                                       | Normal       | Normal                |
| #2       | #2             | Claire Littley     | Claire Littley                                       | Normal       | Normal                |
| #3       | #3             | Claire Littley     | Yōko Takahashi                                       | Normal       | Normal                |
| #4       | #4             | Claire Littley     | Yōko Takahashi                                       | Normal       | Normal                |
| #5       | #5             | Megumi Hayashibara | Megumi Hayashibara                                   | Rei #5       | Rei #5                |
| #6       | #6             | Megumi Hayashibara | Megumi Hayashibara                                   | Rei #6       | Rei #6                |
| #7       | #7             | Yōko Takahashi     | Yōko Takahashi                                       | 4 Beat       | 4 Beat                |
| #8       | #8             | Aya                | Aya                                                  | Bossa Techno | Bossa Techno          |
| #9       | #9             | Yōko Takahashi     | Yūko Miyamura                                        | Acid Bossa   | Bossa Techno          |
| #10      | #10            | Yōko Takahashi     | Yūko Miyamura                                        | Normal       | Normal Orchestra      |
| #11      | #11            | Claire Littley     | Kotono Mitsuishi, Megumi Hayashibara e Yūko Miyamura | Normal       | Normal Orchestra (#1) |
| #12      | #12            | Yōko Takahashi     | Kotono Mitsuishi                                     | 4 Beat       | Normal Orchestra      |
| #13      | #13            | Yōko Takahashi     | Yōko Takahashi                                       | Acid Bossa   | Acid Bossa            |
| #14      | #14            | Yōko Takahashi     | Megumi Hayashibara                                   | Normal       | Normal Orchestra      |
| #15      | #15            | Nessuno            | Kotono Mitsuishi                                     | 4 Beat       | 4 Beat                |
| #16      | #16            | Nessuno            | Kotono Mitsuishi, Megumi Hayashibara e Yūko Miyamura | Normal       | Normal Orchestra      |
| #17      | #17            | Aki                | Aki                                                  | Jungle       | Jungle                |
| #18      | #18            | Claire Littley     | Nessuno                                              | Normal       | B-4 guitar & piano    |
| #19      | #19            | Claire Littley     | Kotono Mitsuishi, Megumi Hayashibara e Yūko Miyamura | Normal       | Normal Orchestra (#2) |
| #20      | #20            | Nessuno            | Nessuno                                              | B-22 A-Type  | B-4 piano             |
| #21      | On-Air         | Yōko Takahashi     | Nessuno                                              | Normal       | 4 Beat                |
| #21      | Director's Cut | Nessuno            | Nessuno                                              | 4 Beat       | 4 Beat                |
| #22      | On-Air         | Aya                | Aya                                                  | Bossa Techno | Bossa Techno          |
| #22      | Director's Cut | Nessuno            | Nessuno                                              | Bossa Techno | Bossa Techno          |
| #23      | On-Air         | Megumi Hayashibara | Megumi Hayashibara                                   | Rei #23      | Rei #23               |
| #23      | Director's Cut | Megumi Hayashibara | Megumi Hayashibara                                   | Rei #23      | Rei #23               |
| #24      | On-Air         | Nessuno            | Nessuno                                              | Normal       | Normal                |
| #24      | Director's Cut | Nessuno            | Nessuno                                              | Normal       | Normal                |
| #25      | #25            | Megumi Hayashibara | Megumi Hayashibara                                   | Rei #25      | Rei #25               |
| #26      | #26            | Megumi Hayashibara | Megumi Hayashibara                                   | Rei #26      | Rei #26               |

## Album in studio

### Neon Genesis Evangelion I
Neon Genesis Evangelion, noto come Neon Genesis Evangelion I, fu il primo album della serie in ordine di pubblicazione. Esso fu prodotto da Anno e distribuito dall'etichetta Starchild della King Records il 6 dicembre 1995. Normalmente come titolo dell'album delle colonne sonore di una serie animata viene scelto il titolo originale dell'opera; nel caso di Evangelion però si scelse Neon Genesis, titolo internazionale e italiano della serie. La scelta venne presa in fase di produzione da Toshimichi Ōtsuki della King Records. In esso furono inclusi i brani usati con maggior frequenza e i vari temi dedicati ai personaggi principali della serie. Nell'album fu inserita inoltre una versione della sigla d'apertura chiamata Director's Edit. Version; su idea di Anno furono introdotti dei cambiamenti nell'entrata del coro e venne ripristinato l'interludio della chitarra.
L'album ebbe un riscontro commerciale positivo, raggiungendo la dodicesima posizione degli album di Oricon e rimanendo nelle classifiche per ventidue settimane. Neon Genesis Evangelion I venne ripubblicato in DVD-Audio il 21 dicembre 2004. Il 18 dicembre 2013 fu lanciata una versione rimasterizzata del disco chiamata 2013 HR Remaster Ver.. Una stampa in vinile dell'album venne inoltre pubblicata il 9 settembre 2015. Per l'occasione i pezzi vennero rimasterizzati da Chris Bellman della Barney Grand Mastering di Los Angeles.
Fuori dal Giappone fu pubblicato negli Stati Uniti dalla Geneon Entertainment nel gennaio 2004 in una edizione comprensiva di tutte le tracce originali. Jonathan Mays di Anime News Network scrisse una recensione positiva sull'album, dicendo che: «I pezzi di Sagisu sono memorabili e sfruttano appieno una piccola orchestra da camera per creare una musica intensamente personale, che si sposa perfettamente con l'introspettiva serie animata di Hideaki Anno». I siti Lisani e Phile Web invece elogiarono l'edizione 2013 HR Remaster Ver., in particolare per quanto riguarda la resa e la maggiore chiarezza del suono. Per via del suo lavoro su questo e gli altri due album della colonna sonora Sagisu ricevette il premio come miglior musicista agli Animation Kobe 1997.

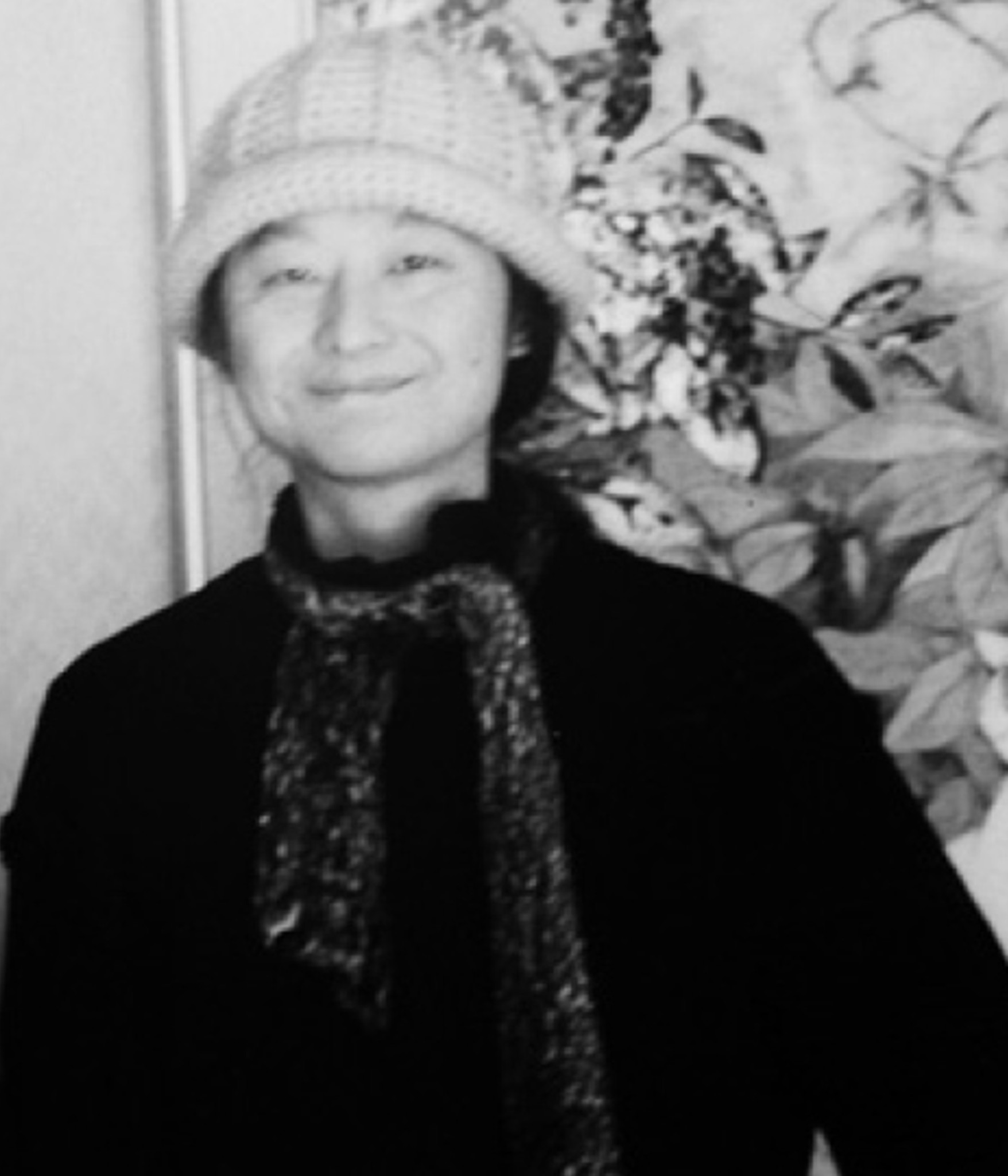
Shirō Sagisu, compositore della colonna sonora

Tracce
1. Yōko Takahashi – "Zankoku na tenshi no these (Director's edit version)" – 4:02 (testo: Neko Oikawa)
2. Claire – Fly Me to the Moon – 4:31 (Bart Howard)
3. Angel Attack – 2:29
4. Rei I – 2:57
5. Hedgehog's Dilemma – 2:45
6. Barefoot in the Park – 2:34
7. Ritsuko – 3:01
8. Misato – 1:31
9. Asuka Strikes! – 2:24
10. Nerv – 1:57
11. Tokyo-3 – 2:23
12. I. Shinji – 2:00
13. Eva-01 – 2:46
14. A Step Forward Into Terror – 1:56
15. Eva-02 – 1:57
16. Decisive Battle – 2:22
17. Eva-00 – 1:49
18. The Beast – 1:38
19. Marking Time, Waiting for Death – 2:42
20. Rei II – 2:54
21. Fly Me to the Moon (Instrumental version) – 2:57 (testo: Bart Howard)
22. Jikai Yokoku (次回予告? lett. "Nel prossimo episodio") – 0:31
23. Yōko Takahashi – Fly Me to the Moon (Yōko Takahashi Acid Bossa version) – 3:49 (testo: Bart Howard)

Durata totale: 57:55

### Neon Genesis Evangelion II
Neon Genesis Evangelion II fu pubblicato dalla Starchild il 16 febbraio 1996, per poi essere ridistribuito in una seconda edizione il 22 dicembre 2004. Neon Genesis Evangelion II ebbe un buon riscontro di vendite; esso rimase nelle classifiche nazionali di Oricon per quindici settimane, raggiungendo il quarto posto. Per la copertina dell'album venne usata una immagine di Rei Ayanami disegnata da Yoshiyuki Sadamoto, character designer della serie; per il disegno Sadamoto si ispirò a una versione di Fly Me to the Moon cantata da Megumi Hayashibara, doppiatrice giapponese del personaggio. Il 18 dicembre 2013 fu lanciata una nuova versione del disco chiamata 2013 HR Remaster Ver; per l'occasione i pezzi furono rimasterizzati agli Bernie Grundman Studios di Hollywood sotto la supervisione di Sagisu.
Nell'album furono incluse due versioni di Fly Me to the Moon di Hayashibara, le quali ebbero grande successo. Quando le canzoni andarono in onda alla fine del quinto e del sesto episodio diversi appassionati richiesero una pubblicazione su CD dei due pezzi, cosa che non era inizialmente contemplata dalla produzione. Esse furono registrate con poco preavviso solo per la trasmissione televisiva, dunque venne registrato soltanto il ritornello della canzone.
Fuori dal Giappone l'album venne pubblicato negli Stati Uniti dalla Geneon a marzo 2004. Jonathan Mays di Anime News Network accolse positivamente Neon Genesis Evangelion II; Mays elogiò in modo particolare Both of You, Dance Like You Want to Win! per via della sua melodia «semplice e spiritosa», definendolo «il fiore all'occhiello» della colonna sonora. Anche Orin Starchaser di Ex scrisse una recensione positiva su Neon Genesis Evangelion II, trovandolo migliore del precedente e apprezzando in particolare Yokan di Takahashi. Una delle poche pecche dell'album per Starchaser risiederebbe nella ripetitività delle varie Fly Me to the Moon; il recensore criticò in particolare la versione Aya Bossa Techno, da lui definita «orribile», «uno scivolone da dimenticare».
Tracce
1. Yōko Takahashi – Yokan (予感? lett. "Premonizione") – 4:53 (testo: Neko Oikawa – musica: Toshiyuki Ōmori)
2. Takahashi – Zankoku na tenshi no these (TV Size Version) – 1:31 (testo: Oikawa – musica: Hidetoshi Satō)
3. Borderline Case – 2:19
4. A Crystalline Night Sky – 2:19
5. Angel Attack II – 1:59
6. Angel Attack III – 2:23
7. Both of You, Dance Like You Want to Win! – 1:50
8. Waking up in the morning – 1:28
9. Background Music – 1:55
10. A Moment When Tension Breaks – 4:10
11. The Day Tokyo-3 Stood Still – 1:40
12. Spending Time in Preparation (Rhythm only) – 2:21
13. She said, 'Don't make others suffer for your personal hatred.' – 1:53
14. Magmadiver – 2:23
15. Pleasure Principle – 3:48
16. The Beast II – 2:18
17. Thanatos – 3:29
18. Rei III – 3:42
19. When I Find Peace of Mind – 3:32
20. Claire Littley – Fly Me to the Moon (TV Size Version) – 1:08 (testo: Bart Howard – musica: Howard)
21. Megumi Hayashibara – Fly Me to the Moon (Rei (#5) TV Size Remix Version) – 1:09 (testo: Howard – musica: Howard)
22. Hayashibara – Fly Me to the Moon (Rei (#6) TV Size Remix Version) – 1:08 (testo: Howard – musica: Howard)
23. Prossimo episodio (次回予告?, Jikai Yokoku) (15-Second Version) – 0:17
24. Aya – Fly Me to the Moon (Aya Bossa Techno Version) – 3:49 (testo: Howard – musica: Howard)
25. Aki – Fly Me to the Moon (Aki Jungle version) – 4:34 (testo: Howard – musica: Howard)

Durata totale: 61:58

### Neon Genesis Evangelion III
Il terzo album, Neon Genessi Evangelion III, uscì in Giappone il 22 maggio 1996. Esso fu poi redistribuito in DVD-Audio il 22 dicembre 2004. Come per i due precedenti album, il 18 dicembre 2013 venne pubblicata anche una versione rimasterizzata chiamata 2013 HR Remaster Ver.. Fuori dal Giappone Neon Genesis Evangelion III fu distribuito negli Stati Uniti il 3 agosto 2004 dalla Geneon Entertainment. Per i contenuti dell'album ci si concentrò sui brani per sintetizzatore, usato soprattutto nella seconda metà della serie.
Neon Genesis Evangelion III ebbe un riscontro positivo da parte di pubblico. L'album riuscì a posizionarsi per undici settimane nelle classifiche nazionali raggiungendo il primo posto, un traguardo mai raggiunto da un anime dai tempi di Galaxy Express 999 diciassette anni prima. Orin Starchaser di Ex dichiarò di aver apprezzato le prime ventidue tracce del disco, come The Heady Feeling of Freedom e Good, or Don't Be, ma come nel caso del precedente album criticò la ripetizione e la piattezza delle varie versioni di Fly Me to the Moon. Anche Jonathan Mays di Anime News Network espresse un parare simile. CD Journal invece accolse positivamente la versione rimasterizzata del 2013 di III e dei due album precedenti, dicendo che: «La musica è superba e può essere ascoltata come una magnifica, sontuosa, delicata e romantica sinfonia».
Tracce
1. Yōko Takahashi – Shiawase wa tsumi no nioi (幸せは罪の匂い? lett. "La felicità odora di peccato") – 4:36 (testo: Neko Oikawa – musica: Toshiyuki Ōmori)
2. Takahashi – Mugen hōyō (無限抱擁? lett. "Eterno abbraccio") – 5:23 (testo: Oikawa – musica: Takahashi)
3. Normal Blood (E-16 Fast tempo) – 1:57
4. Harbinger of Tragedy (E-5 Rhythm only/Fast tempo) – 1:38
5. Childhood Memories, Shut Away (F-3 Take2) – 0:34
6. Those women longed for the touch of others' lips, and thus invited their kisses. (B-4 Strings e piano) – 2:19 (musica: Bart Howard)
7. Background Music II (A-16 Strings) – 1:33
8. Background Music III (B-3) – 2:32
9. In the Depths of Human Hearts (B-2) – 2:22
10. Hostility Restrained (A-13 C-Type) – 1:36
11. Three of Me, One of Someone Else (C-55 D-Type) – 2:19
12. Crime of Innocence (A-13 B-Type) – 2:26
13. The Sorrow of Losing the Object of One's Dependence (B-4 Piano/Lonely) – 1:29 (musica: Howard)
14. Do You Love Me? (A-4 Synth voice only) – 2:20
15. Separation Anxiety (A-13) – 2:20
16. Introjection (A-12) – 2:25
17. Depression (A-11) – 2:34
18. Splitting of the Breast (A-10 Synth voice only) – 2:14
19. Infantile Dependence, Adult Dependency (B-9) – 3:00
20. Mother Is the First Other (A-10) – 2:24
21. The Heady Feeling of Freedom (OP-1 Strings/Slow tempo) – 1:48 (musica: Hidetoshi Satō)
22. Good, or Don't Be. (OP-1 D-Type) – 1:22 (musica: Satō)
23. Takahashi – Fly Me to the Moon (Yōko Takahashi V Size Version) – 1:08 (testo: Howard – musica: Howard)
24. Takahashi – Fly Me to the Moon (4 Beat TV Size Version) – 1:08 (testo: Howard – musica: Howard)
25. Aya – Fly Me to the Moon (Aya Bossa Techno TV Size Version) – 1:06 (testo: Howard – musica: Howard)
26. Takahashi – Fly Me to the Moon (Yōko Takahashi Acid Bossa TV Size Version) – 1:07 (testo: Howard – musica: Howard)
27. Fly Me to the Moon (4 Beat Off Vocal TV Size Version) – 1:06 (musica: Howard)
28. Fly Me to the Moon (Off Vocal TV Size Version) – 1:07 (musica: Howard)
29. Aki – Fly Me to the Moon (Aki Jungle TV Size Version) – 1:06 (testo: Howard – musica: Howard)
30. Fly Me to the Moon (B-22A Type TV Size Version) – 1:06 (musica: Howard)
31. Megumi Hayashibara – Fly Me to the Moon (Rei (#23) TV Size Version) – 1:08 (testo: Howard – musica: Howard)
32. Hayashibara – Fly Me to the Moon (Rei (#25) TV Size Version) – 1:09 (testo: Howard – musica: Howard)
33. Hayashibara – Fly Me to the Moon (Rei (#26) TV Size Version) – 1:08 (testo: Howard – musica: Howard)
34. Aya – Fly Me to the Moon (Aya London Beat Version) – 8:07 (testo: Howard – musica: Howard)

Durata totale: 71:37

### Neon Genesis Evangelion Addition
Neon Genesis Evangelion Addition, il quarto disco dedicato al franchise, venne pubblicato il 21 dicembre 1996. Addition fu lanciato per commemorare l'uscita al cinema di Death and Rebirth. Furono messe in vendita sia un'edizione normale e sia un'edizione speciale limitata con allegato un biglietto speciale di Death and Rebirth. Entrambe le edizioni furono rese disponibili per un periodo limitato mentre veniva portata avanti la realizzazione del lungometraggio. Quando il disco fu annunciato la Gainax gli diede il titolo provvisorio di Ex. Inizialmente inoltre era prevista solo l'edizione limitata, ma, visto che molti appassionati avevano già i biglietti per Death and Rebirth o viceversa abitavano in zone senza cinema aperti al pubblico, fu pubblicata anche l'edizione regolare. Neon Genesis Evangelion Addition ebbe un buon riscontro commerciale; la versione normale riuscì a posizionarsi per cinque volte nelle classifiche di Oricon, conquistando il quarto posto, mentre l'edizione speciale rimase per ventinove settimane, toccando il diciottesimo posto.
In Addition venne incluso anche un audiodrama intitolato Shūkyoku no tsudzuki (終局の続き? lett. "Proseguimento del finale"). Nell'audiodramma, scritto e diretto da Anno, i personaggi di Evangelion rompendo metanarrativamente la quarta parete discutono tutti insieme su come migliorare e continuare la serie. Per commemorare la data di trasmissione del primo episodio la traccia venne resa disponibile nel 2019 sull'applicazione ufficiale Eva-Extra per un periodo di tempo limitato. Kenneth Jin-ho Cho della rivista Ex elogiò l'ilarità dell'audiodrama e l'utilizzo di musica classica, ma trovò l'album superfluo: «Nulla di questo disco costituisce un motivo d'acquisto e sembra più che altro un pretesto per i doppiatori di Evangelion per dare sfogo alle proprie corde vocali».
Tracce
1. Kotono Mitsuishi, Megumi Hayashibara e Yūko Miyamura – Zankoku na tenshi no these (Director's Edit Version II) – 4:04 (testo: Neko Oikawa – musica: Hidetoshi Satō)
2. Doppiatori di Neon Genesis Evangelion – Shūkyoku no tsudzuki (終局の続き? lett. "Proseguimento del finale") – 21:24
3. Mitsuishi – Fly Me to the Moon -Misato 4 Beat TV Size Version- – 1:32 (testo: Bart Howard – musica: Howard)
4. Miyamura – Fly Me to the Moon (Asuka Bossa Techno TV Size Version) – 1:27 (testo: Howard – musica: Howard)
5. Chorus: Hallelujah Chorus (Messiah) – 3:40 (musica: Haendel)
6. Chorus: Worthy is the Lamb...Amen (Messiah) – 6:46 (musica: Handel)
7. 4th Mov: Presto (Symphony No. 9 in D minor Op. 125 "Choral" ("Ode to Joy")) – 23:08 (musica: Beethoven)
8. Megumi Ogata, Miyamura, Miki Nagasawa e Junko Iwao – Tentoumushi no samba (てんとう虫のサンバ? lett. "Samba della coccinella") – 1:16 (testo: Daizō Saitō – musica: Shunichi Makaino)
9. Mitsuishi, Hayashibara e Miyamura – Fly Me to the Moon (Main Version II) – 4:30 (testo: Howard – musica: Howard)
10. Kotono Mitsuishi – Gekijō-ban yokoku (Katsuragi Misato) (劇場版予告(葛城ミサト)? lett. "Avviso della versione cinematografica (Misato Katsuragi)") (Jikai Yokoku) – 0:29
11. Megumi Hayashibara – Gekijō-ban yokoku (Ayanami Rei) (劇場版予告(綾波レイ)? lett. "Avviso della versione cinematografica (Rei Ayanami)") (Borderline Case) – 0:37
12. Miyamura – Gekijō-ban yokoku (Sōru Asuka Rangurē) (劇場版予告(惣流・アスカ・ラングレー)? lett. "Avviso della versione cinematografica (Asuka Sōryū Langley)") (Jikai Yokoku) – 0:30

Durata totale: 69:23

### Evangelion Death
L'album Evangelion Death venne pubblicato l'11 giugno 1997. Il disco riuscì a raggiungere il primo posto nelle classifiche di Oricon, venendo certificato disco di platino.

### The End of Evangelion
The End of Evangelion uscì il 26 settembre 1997. L'album riuscì a raggiungere il terzo posto nelle classifiche di Oricon, venendo certificato disco d'oro.

### Neon Genesis Evangelion: S² Works
Neon Genesis Evangelion: S² Works venne pubblicato in Giappone il 4 dicembre 1998. L'album apparve per due volte nelle classifiche di Oricon, raggiungendo il trentottesimo posto. Nell'album, comprensivo di sette dischi, furono inclusi diversi pezzi inediti, o varianti di pezzi già usati nella serie classica. Assieme all'album inoltre furono aggiunti in omaggio una scheda telefonica e un libretto contenente spiegazioni e testi delle canzoni.
Tracce (Disco 1)
1. A-1 (Rei I) – 3:00
2. A-2 – 1:57
3. A-3 – 1:59
4. A-3 ハープ無 (?, Hāpu na, lett. "Senza arpa") – 1:58
5. A-3 リズムのみ (?, Rizumu nomi, lett. "Solo ritmo") – 1:57
6. A-4 – 2:21
7. A-4 シンセボイスのみ (?, Shinseboisu nomi, lett. "Solo voce sintetizzata") – 2:21
8. A-5 – 2:16
9. A-6 – 2:02
10. A-7 – 2:00
11. A-7 リズム・シンセ (?, Rizumu shinse, lett. "Sintetizzatore ritmico") – 2:00
12. A-7 シンセのみ (?, Shinse nomi, lett. "Solo sintetizzatore") – 2:00
13. A-7 Bridge – 0:47
14. A-8 – 3:29
15. A-9 – 2:26
16. A-9 Synth only – 2:24
17. A-10 – 2:26
18. A-10 Synth voice only – 2:16
19. A-11 – 2:36
20. A-11 Synth voice only – 1:23
21. A-12 – 2:27
22. A-13 – 2:28
23. A-13 Rhythm only – 2:28
24. B-1 – 2:48
25. B-2 – 2:24
26. B-3 – 2:34
27. B-4 (Fly Me to the Moon) – 2:59 (musica: Bart Howard)
28. B-4 Strings and piano – 2:21 (musica: Howard)
29. B-4 Strings – 1:23 (musica: Howard)
30. B-4 Piano – 1:11 (musica: Howard)
31. B-4 Guitar and piano – 1:12 (musica: Howard)
32. B-4 Guitar and piano/Lonely – 1:34 (musica: Howard)
33. B-4 Piano/Lonely – 1:33 (musica: Howard)

Durata totale: 71:00
Tracce (Disco 2)
1. B-5 – 3:08
2. B-6 – 1:57
3. B-7 – 3:35
4. B-8 – 2:33
5. B-9 – 3:02
6. B-10 – 2:13
7. B-10 Without guitar – 2:13
8. B-12 – 1:52
9. B-13 – 1:42
10. B-14 – 1:42
11. B-15 – 2:16
12. B-16 – 1:34
13. B-16 Rhythm only – 1:33
14. B-17 – 2:23
15. B-17 Rhythm only – 2:23
16. B-18 – 2:12 (musica: Bart Howard)
17. B-18 Only flute – 2:12 (musica: Howard)
18. B-18 Slow tempo – 2:25 (musica: Howard)
19. B-18 Slow tempo/Only flute – 2:26 (musica: Howard)
20. B-19 – 1:34
21. B-20 – 2:57
22. C-1 – 2:47
23. C-1 Without Latin percussion – 2:47
24. C-2 – 2:37
25. C-3 – 2:15
26. C-4 – 1:31
27. C-5 – 3:04
28. C-6 – 2:22
29. C-7 – 2:25
30. D-1 – 0:30
31. D-2 – 0:24
32. D-3 – 0:26
33. D-4 – 0:25
34. D-5 – 0:22
35. D-6 – 0:28
36. D-7 – 0:41
37. D-8 – 0:34
38. D-8 Piano – 0:27
39. D-9 – 0:38
40. D-10 – 0:46
41. D-11 – 0:33

Durata totale: 76:56
Tracce (Disco 3)
1. E-1 – 2:25
2. E-1 Rhythm only – 2:24
3. E-2 – 1:55
4. E-2 Without Brass – 1:14
5. E-3 – 2:49
6. E-4 – 2:00
7. E-5 – 1:51
8. E-5 Rhythm Only – 1:50
9. E-5 Fast tempo – 1:40
10. E-5 Rhythm only/Fast tempo – 1:40
11. E-6 – 2:32
12. E-7 – 2:44
13. E-8 – 3:50
14. E-9 – 1:55
15. E-9 Without Intro Fanfare – 1:39
16. E-9 Rhythm Only – 1:38
17. E-10 – 2:35
18. E-10 Rhythm Only – 2:35
19. E-11 – 1:56
20. F-0 – 0:09
21. F-0 Without Speech – 0:09
22. F-0 Only Speech – 0:07
23. F-1 – 0:09
24. F-1 Without Speech – 0:09
25. F-1 Speech Only – 0:08
26. F-2 – 0:33
27. F-2 Light Version – 0:33
28. F-4 – 0:07
29. Titolo Speech A-Type – 0:32
30. Titolo Speech B-Type – 0:19
31. A-13 A-Type – 2:09
32. A-13 B-Type – 2:28
33. A-13 C-Type – 1:39
34. A-13 D-Type – 1:25
35. A-13 E-Type – 1:33
36. A-14 – 3:44
37. A-14 Fast Tempo – 2:45
38. A-15 – 1:56
39. A-15 Rhythm Only – 1:56
40. A-15 Drums – 1:54
41. A-15 Slow Tempo – 2:00
42. A-15 Slow Tempo/Rhythm Only – 2:00
43. A-15 Slow Tempo/Drums – 1:58
44. A-16 – 1:35
45. A-16 Rhythm Only – 1:33
46. A-16 Strings – 1:33

Durata totale: 76:15
Tracce (Disco 4)
1. B-21 – 4:11
2. B-21 Rhythm only – 4:11
3. B-21 Guitar and piano – 4:11
4. B-21 Fast tempo – 3:54
5. B-21 Fast tempo/Rhythm only – 3:54
6. B-21 Fast tempo/Guitar and piano – 3:51
7. B-22 A-Type – 2:19 (musica: Bart Howard)
8. B-22 B-Type – 2:35 (musica: Howard)
9. B-22 C-Type – 2:18 (musica: Howard)
10. C-55 A-Type – 1:49
11. C-55 B-Type – 1:56
12. C-55 C-Type – 2:06
13. C-55 D-Type – 2:19
14. C-55 E-Type – 2:11
15. C-55 F-Type – 1:46
16. E-12 – 2:19
17. E-12 Rhythm only – 2:18
18. E-13 – 3:30
19. E-13 Rhythm only – 3:27
20. E-14 – 2:31
21. E-14 Rhythm only – 2:30
22. E-15 – 2:24
23. E-15 Rhythm only – 2:09
24. E-15 Fast tempo – 1:02
25. E-15 Fast tempo/Rhythm only – 0:58
26. E-16 – 2:19
27. E-16 Rhythm only – 2:18
28. E-16 Fast tempo – 1:57
29. E-16 Fast tempo/Rhythm only – 1:54

Durata totale: 75:07
Tracce (Disco 5)
1. F-3 Take 1 – 1:32 (musica: Johann Sebastian Bach)
2. F-3 Take 2 – 0:37 (musica: Bach)
3. OP-1 – 2:31 (musica: Hidetoshi Satō)
4. OP-1 Strings – 2:17 (musica: Satō)
5. OP-1 Strings/Slow tempo – 1:50 (musica: Satō)
6. OP-2 A-Type – 1:21 (musica: Satō)
7. OP-2 B-Type – 1:48 (musica: Satō)
8. OP-2 C-Type – 1:57 (musica: Satō)
9. OP-2 D-Type – 1:23 (musica: Satō)
10. ED-1 A-Type – 1:49 (musica: Bart Howard)
11. ED-1 B-Type – 1:56 (musica: Howard)
12. A-4 Different version – 2:11
13. A-4 Zakazaka version – 1:38
14. A-4 Strings version – 1:21
15. A-4 Lonely version – 1:26
16. A-4 Lonely version/With piano – 1:27
17. A-4 Lonely version/With piano/Melody unison – 1:27
18. A-4 Violin solo – 1:48
19. A-4 Piano solo – 2:09
20. A-4 Piano/Normal version – 1:17
21. A-4 Piano/Lonely version – 1:22
22. A-4 Piano/Leave It To Version – 1:27
23. E-13 Short Piece 1 – 2:06
24. E-13 Short Piece 2/With piano – 2:05
25. E-13 Short Piece 2/Without piano – 2:05
26. E-13 Short Piece/Fast tempo/With piano – 2:07
27. E-13 Short Piece/Fast tempo/Without piano – 2:07
28. E-13 Rhythm only/Modified version – 3:29
29. M-2 – 3:03
30. M-3 – 6:17
31. M-3 Suite – 0:51
32. M-4 – 4:58
33. M-4 Chorus only – 4:15
34. M-5 – 3:45

Durata totale: 73:42
Tracce (Disco 6)
1. M-6 Slow Tempo – 2:53
2. M-6 Slow Tempo/Without Guitar – 2:52
3. M-6 Slow Tempo/Rhythm Only – 2:53
4. M-6 Fast Tempo – 2:20
5. M-6 Fast Tempo/Without Guitar – 2:19
6. M-6 Fast Tempo/Rhythm Only (Old version) – 2:18
7. M-6 Fast Tempo/Rhythm Only – 2:19
8. M-6 Fast Tempo/Modified Version – 2:21
9. M-7B – 2:28
10. M-7B Without Woodwinds – 2:28
11. M-7B New Mix – 2:28
12. M-8 – 2:26
13. M-8 Chorus Delay – 2:26
14. M-9 – 6:48
15. M-9 Modified Version – 6:52
16. M-10 (Komm, süsser Tod) – 7:55 (testo: Hideaki Anno, Mike Wyzgowski) – Arianne Schreiber
17. M-10 Director's Edit Version (Komm, süsser Tod) – 7:45 (testo: Anno, Wyzgowski) – Arianne
18. M-11 (Everything You've Ever Dreamed) – 6:42 (testo: Anno, Wyzgowski) – Arianne

Durata totale: 68:33
Tracce (Disco bonus)
1. Cello Tuning – 0:26
2. Suiten für Violoncello solo Suite for Nr. 1 G-Dur, BWV 1007 1. Vorspiel – 0:43 (musica: Johann Sebastian Bach)
3. DVOŘÁK: Original Complete Version – 0:33 (musica: Antonín Dvořák)
4. Violin Tuning – 0:23
5. Partita III für Violinesolo E-Dur, BWV 1006 3. Gavotte en Rondeau – 0:22 (musica: Bach)
6. Viola Tuning – 1:10
7. Tuning Panorama – 0:18
8. Kanon D-Dur – 5:08 (musica: Johann Pachelbel)
9. Kanon D-Dur (Double Quintet) – 5:07 (musica: Pachelbel)
10. Kanon D-Dur (Quintet) – 5:01 (musica: Pachelbel)
11. Kanon D-Dur (Quintet/No harpsichord) – 5:01 (musica: Pachelbel)
12. II. Air (Orchestral Suite No. 3 in D Major, BWV 1068) (Slow) – 3:57 (musica: Bach)
13. II. Air (Orchestral Suite No. 3 in D Major, BWV 1068) – 3:23 (musica: Bach)
14. Jesus bleibet meine Freude Herz und Mund und Tat und Leben, BWV 147 (Strings/Fast Tempo) – 3:10 (musica: Bach)
15. Jesus bleibet meine Freude (Herz und Mund und Tat und Leben, BWV 147) (Strings) – 3:47 (musica: Bach)
16. M-10 Without Intro/A-Type – 7:05 (testo: Hideaki Anno, Mike Wyzgowski – musica: Shirō Sagisu) – Arianne Schreiber
17. M-10 Without Intro/B-Type – 7:04 (testo: Anno, Wyzgowski – musica: Sagisu) – Arianne
18. M-13 Take 1 (Unfinished) – 6:16
19. M-13 Take 2 (Unfinished) – 6:16
20. M-14 (Unedited) – 2:16
21. M-14 Second Half (Unedited) – 0:36
22. M-15 (Unfinished) – 4:08
23. Thanatos -If I Can't Be Yours- – 4:51 (testo: Mash – musica: Sagisu) – Loren & Mash

Durata totale: 77:01

## Rebuild of Evangelion

### Evangelion: 1.0 You Are (Not) Alone
La colonna sonora di Evangelion: 1.0 You Are (Not) Alone venne pubblicata in due album. La prima uscita, intitolata Shiro Sagisu - Music from "Evangelion: 1.0 You Are (Not) Alone", venne pubblicata il 25 settembre 2007. La seconda uscita, Evangelion: 1.0 You Are (Not) Alone Original Sound Track, fu pubblicata il 25 maggio 2008.

### Evangelion: 2.0 You Can (Not) Advance
La colonna sonora di Evangelion: 2.0 You Can (Not) Advance venne pubblicata l'8 luglio 2009; essa riuscì a posizionarsi all'ottavo posto nelle classifiche di Oricon.

### Evangelion: 3.0 You Can (Not) Redo
La colonna sonora di Evangelion: 3.0 You Can (Not) Redo fu pubblicata in due uscite. La prima, Shiro Sagisu Music from "Evangelion: 3.0 You Can (Not) Redo", uscì il 28 novembre 2012 e si piazzò all'ottavo posto delle classifiche di Oricon, mentre la seconda fu pubblicata assieme all'edizione domestica del lungometraggio il 24 aprile dell'anno seguente.

### Evangelion: 3.0+1.0 Thrice Upon a Time
La musica di Evangelion: 3.0+1.0 Thrice Upon a Time, ultimo capitolo della saga, fu raccolta in due dischi usciti il 17 marzo 2021 e l'8 marzo 2023.

## Singoli

### Tamashii no refrain
Tamashii no refrain, composta per Death and Rebirth, venne pubblicata come singolo il 21 febbraio 1997 posizionandosi al terzo posto nelle classifiche di Oricon e vendendo più di ottocentomila copie. Assieme all'omonima canzone nel singolo venne pubblicato anche un brano intitolato Kokoro yo genshi ni modore (心よ原始に戻れ? lett. "Ritorno all'anima primitiva"), anch'esso cantato da Takahashi.

### Thanatos -If I Can't Be Yours-
Thanatos -If I Can't Be Yours- venne composta per The End of Evangelion e usata come musica dei titoli di coda. Il singolo, con testo in inglese cantato dal duo Loren&Mash, fu pubblicato il 1º agosto 1997. Esso raggiunse inoltre il secondo posto delle classifiche di Oricon, vendendo seicentomila copie e venendo certificato disco di platino. Secondo il libro Neon Genesis Evangelion: The Unofficial Guide, scritto da Kazuhisa Fujie e Martin Foster, il testo violento e pessimista della canzone potrebbe far riferimento al concetto psicoanalitico di Thanatos, la pulsione distruttiva di morte postulata da Sigmund Freud. Anche un'altra colonna sonora della serie originale fu intitolata Thanatos per lo stesso motivo.
Assieme a Thanatos fu pubblicato nel disco il brano Komm, süsser Tod. Per la canzone, interpretata da Arianne, Anno scrisse un testo giapponese che venne poi tradotto in inglese da Mike Wyzgowski. La melodia del pezzo, omonimo a una sinfonia di Bach (BWV 478), è stata paragonata a quella di Hey Jude dei The Beatles.

### Beautiful World
Beautiful World venne pubblicato il 29 agosto 2007. La canzone fu interpretata da Utada Hikaru e usata come canzone dei titoli di coda dei primi due capitoli del Rebuild. Il pezzo raggiunse il secondo posto nelle classifiche settimanali di Oricon, ricevette il disco di platino per le copie fisiche vendute (250 000) e il disco di diamante (o "Million") per un milione di copie digitali certificate.

### Sakura nagashi
Sakura nagashi è una canzone composta per Evangelion 3.0 e interpretata da Utada Hikaru. Fu pubblicata come singolo il 17 novembre 2012 ed ebbe un positivo riscontro commerciale, posizionandosi al secondo posto della classifica Billboard Japan Hot 100.

### The Final Decision
0902 The Final Decision....alterna orchestra è un singolo digitale pubblicato dalla King Records il 24 aprile 2019 su diverse piattaforme, inclusa iTunes. Il singolo venne distribuito per pubblicizzare i concerti per Evangelion Wind Symphony, previsti per il maggio dello stesso anno in diverse città giapponesi.
1. 0902 The Final Decision....alterna orchestra – 3:49 (musica: Shirō Sagisu)

### One Last Kiss
One Last Kiss venne composta per l'ultimo capitolo del Rebuild e cantata da Utada Hikaru. Il pezzo, uscito il 9 marzo 2021 negli Stati Uniti e in Giappone il 10 marzo, raggiunse il secondo posto nelle classifiche di Oricon.

### What if?
Shiro Sagisu <<what if?>> Yoko Takahashi ver. (鷺巣詩郎 what if? 高橋洋子ver.?) è un singolo pubblicato il 31 agosto 2021 inconcomitanza con l'uscita di Shin Evangelion su Amazon Prime Video. Shirō Sagisu funse da compositore e curò l'arrangiamento del pezzo, cantato da Yōko Takahashi con Gina Foster e Derk Green in qualità di coristi, mentre il testo venne curato da Mike Wyzgowski. What if? venne pubblicato sia in edizione regolare, sia una edizione speciale ad alta risoluzione, e venne reso disponibile su Apple Music, Amazon Music, iTunes Store, Recochoku, mora e e-onkyo. Un campione del brano fu pubblicato per un periodo di tempo limitato sull'applicazione ufficiale di Evangelion Eva-Extra. Un'altra versione chiamata memorial vocal venne pubblicata inoltre nell'album contentente la colonna sonora di Shin. CD Journal scisse che: «L'alchimia fra la voce misteriosa e struggente di Yoko Takahashi e la musica della canzone è una delizia per le orecchie».
1. Yōko Takahashi – Shiro Sagisu <<what if?>> Yoko Takahashi ver. – 5:42 (testo: Mike Wyzgowski – musica: Shirō Sagisu)

## Raccolte

### Evangelion - The Day of Second Impact
Evangelion - The Day of Second Impact fu lanciato il 13 settembre 2000, data in cui all'interno della finzione narrativa della serie avviene un catastrofico evento chiamato Second Impact. In esso furono inclusi Zankoku na tenshi no these, Fly Me to the Moon e altri pezzi già pubblicati nei precedenti album. Il disco riuscì a posizionarsi per due volte nelle classifiche di Oricon, raggiungendo il ventesimo posto. Fuori dal Giappone fu pubblicato dalla Geneon Entertainment. Jonathan Mays di Anime News Network accolse positivamente il disco, soprattutto per l'inclusione delle «migliori colonne della serie».
Tracce
1. Angel Attack (E-6) – 2:33 (musica: Shirō Sagisu)
2. Yōko Takahashi – Zankoku na tenshi no these (Director's Edit Version) – 4:06 (testo: Neko Oikawa – musica: Hidetoshi Satō)
3. Decisive Battle (E-1) – 2:26 (musica: Sagisu)
4. Claire Littley – Fly Me to the Moon – 4:33 (testo: Bart Howard – musica: Howard)
5. Thanatos (E-13) – 3:31 (musica: Sagisu)
6. Kanon D-dur(Strings Orchestra) – 5:09 (musica: Johann Pachelbel)
7. Takahashi – Tamashii no refrain – 5:15 (testo: Oikawa – musica: Toshiyuki Ōmori)
8. II Air (Orchestral Suite No.3 in D Major,BWV.1068) – 3:25 (musica: Johann Sebastian Bach)
9. Loren & Mash – Thanatos -If I Can't Be Yours- – 4:53 (testo: Mash – musica: Sagisu)
10. Arianne Schreiber – Komm, süsser Tod (M-10 Director's Edit.Version) – 7:43 (testo: Hideaki Anno, Mike Wyzgowski – musica: Sagisu)
11. Jesus bleibet meine Freud [Herz und mund und Tat und Leben BWV.147] – 3:46 (musica: Bach)

Durata totale: 47:20

### Evangelion: The Birthday of Rei Ayanami
Evangelion: The Birthday of Rei Ayanami venne lanciato il 30 marzo 2001 per celebrare il compleanno di Rei Ayanami. In esso furono inclusi diversi pezzi legati al personaggio e una versione di Zankoku na tenshi no these cantata da Megumi Hayashibara, doppiatrice giapponese di Rei. Hayashibara stessa dichiarò che cantando Zankoku na tenshi no these pensò alla scena in cui Rei sorride per la prima volta a Shinji Ikari nella versione cinematografica di Eva, evitando di dare l'impressione di un personaggio freddo. L'album si posizionò per tre volte nelle classifiche di Oricon, raggiungendo il quarantacinquesimo posto.
Tracce
1. Megumi Hayashibara – Zankoku na tenshi no these (A.D. 2001) – 4:45 (testo: Neko Oikawa – musica: Hidetoshi Satō)
2. Rei I (A-1) – 2:59
3. Hedgehog's Dilemma (B-1) – 2:51
4. Rei II (B-20) – 2:57
5. Hayashibara – Fly Me to the Moon (Ayanami Version) – 4:33 (testo: Bart Howard – musica: Howard)
6. Do you love me? (A-4 Synth Voice Only) – 2:20
7. Hostility Restrained (A-13C) – 1:39
8. Good, or Don't Be (OP-2 D-type) – 1:26 (musica: Satō)
9. Hayashibara – Tamashii no refrain (Aqua Groove mix) – 5:29 (testo: Oikawa – musica: Toshiyuki Ōmori)
10. Hajimari e no tōhi (M-4) – 4:58
11. Heisoku no kakudai (M-9) – 6:52
12. Yume no sukima (A-4 Piano/Leave It To Version) – 1:33
13. Thanatos -If I Can't Be Yours- (Instrumental) – 7:15
14. Fly Me to the Moon (Instrumental) – 4:33 (musica: Howard)

Durata totale: 54:10

### Refrain of Evangelion
Refrain of Evangelion fu pubblicato il 24 luglio 2003, in concomitanza con l'uscita dell'edizione Renewal; in esso furono incluse ventisei tracce, tra cui Everything You've Ever Dreamed, traccia originariamente pensata per The End of Evangelion.
Tracce
1. 1. Suiten fur Violoncello solo Nr.1 G-dur,BWV.1007 1.Vorspier – 0:42 (musica: Johann Sebastian Bach)
2. Decisive Battle (E-1) – 2:25
3. Angel Attack (E-6) – 2:33
4. The Beast (E-5 Fast tempo) – 1:41
5. Thanatos (E-13) – 3:31
6. Marking Time, Waiting for Death (E-7) – 2:45
7. The Beast II (E-16) – 2:20
8. Kanon D-dur (Strings Orchestra) – 5:09 (musica: Johann Pachelbel (Strings orchestra))
9. Rei I (A-1) – 3:01
10. Misato (B-16) – 1:34
11. Asuka Strikes! (B-17) – 2:25
12. Aya – Fly Me to the Moon (Aya Bossa Techno TV Size Version) – 1:10 (testo: Bart Howard – musica: Howard)
13. Aki – Fly Me to the Moon (Aki Jungle TV Size Version) – 1:09 (testo: Howard – musica: Howard)
14. Kotono Mitsuishi, Megumi Hayashibara, Yūko Miyamura – Fly Me to the Moon (Main Version II/Renewal #16) – 1:08 (testo: Howard – musica: Howard)
15. Jikai Yokoku (F-2) – 0:33
16. Yōko Takahashi – Zankoku na tenshi no these (TV Size Version) – 1:33 (testo: Neko Oikawa – musica: Hidetoshi Satō)
17. Takahashi – Tamashii no refrain – 5:13 (testo: Oikawa – musica: Toshiyuki Ōmori)
18. Loren & Mash – Thanatos -If I Can't Be Yours- – 4:53 (testo: Mash – musica: Shirō Sagisu)
19. Mother Is the First Other (A-10) – 2:28
20. Borderline Case (A-4) – 2:23
21. Expansion of Blockade (M-9 Modified Version) – 6:53
22. The Heady Feeling of Freedom (OP-1 Strings/Slow tempo) – 1:50 (musica: Satō)
23. Good, or Don't Be (OP-2 D-type) – 1:25 (musica: Satō)
24. Yume no sukima (A-4ピアノおまかせバージョン (A - 4 piano omakase bājon? lett. "A-4 Versione per pianoforte Omakase")) – 1:30
25. Arianne Schreiber – Komm, süsser Tod (M-10) – 7:58 (testo: Hideaki Anno, Mike Wyzgowski – musica: Sagisu)
26. Arianne Schreiber – Everything You've Ever Dreamed (M-11) – 6:41 (testo: Anno, Wyzgowski – musica: Sagisu)

Durata totale: 74:53

### Neon Genesis Evangelion Decade
Neon Genesis Evangelion Decade venne pubblicato il 26 ottobre 2005, in occasione del decimo anniversario della serie. In esso vennero inclusi diversi pezzi presenti nei precedenti album, un pezzo inedito interpretato da Hayashibara nel ruolo di Rei e una nuova versione della sigla della serie. La prima tiratura fu inclusa all'interno di una custodia in cartone speciale e accompagnata da illustrazioni ufficiali inedite. Il disco riuscì a posizionarsi per novantuno settimane nelle classifiche di Oricon, raggiungendo il ventiquattresimo posto.
Tracce
1. Yoko Takahashi – Zankoku nsa tenshi no these (Director's Edit Version) – 4:07 (testo: Neko Oikawa – musica: Hidetoshi Satō)
2. Claire Littley – Fly Me to the Moon – 4:34 (testo: Bart Howard – musica: Howard)
3. Takahashi – Tsuki no Meikyu – 5:47 (testo: Oikawa – musica: Toshiyuki Ōmori)
4. Takahashi – Yokan – 4:56 (testo: Oikawa – musica: Ōmori)
5. Takahashi – Shiawase wa tsumi no nioi – 4:39 (testo: Oikawa – musica: Ōmori)
6. Takahashi – Mugen hōyō – 5:26 (testo: Oikawa – musica: Takahashi)
7. Kotono Mitsuishi, Megumi Hayashibara, Yūko Miyamura – Fly Me to the Moon (Main Version II) – 4:34 (testo: Howard – musica: Howard)
8. Takahashi – Tamashii no refrain – 5:16 (testo: Oikawa – musica: Ōmori)
9. Takahashi – Kokoro yo genshi ni modore – 4:52 (testo: Oikawa – musica: Satō)
10. Loren & Mash – Thanatos -If I Can't Be Yours- – 4:52 (testo: Mash – musica: Shirō Sagisu)
11. Arianne Schreiber – Komm, süsser Tod (M-10 Director's Edit Version) – 7:45 (testo: Hideaki Anno, Mike Wyzgowski – musica: Sagisu)
12. Takahashi – Zankoku na tenshi no these (10th Anniversary Version) – 4:54 (testo: Oikawa – musica: Satō)
13. Takahashi – Tamashii no refrain (10th Anniversary Version) – 6:00 (testo: Oikawa – musica: Ōmori)
14. Hayashibara – Tengoku no kioku (天国の記憶? lett. "Ricordi del paradiso") – 6:11 (testo: Oikawa – musica: Ōmori)

Durata totale: 73:53

### A.T. Eva01 Reference CD
A.T. Eva01 Reference CD venne distribuito dalla King Records il 27 dicembre 2007, a pochi mesi dal debutto del Rebuild. In allegato la King distribuì inoltre un paio di omonime cuffie ufficiali a tema Evangelion.
Tracce
1. Yōko Takahashi – Zankoku na tenshi no these – 4:06
2. Claire – Fly Me to the Moon – 4:33 (testo: Bart Ward)
3. Yōko Takahashi – Tamashii no rufuran – 5:14
4. Loren&Mash – Thanatos -If I Can't Be Yours- – 4:52
5. Arianne – Komm, süsser Tod – 7:54
6. Megumi Hayashibara – Tengoku no kioku – 6:11

Durata totale: 32:50

### Neon Genesis Evangelion Soundtrack 25th Anniversary Box
Neon Genesis Evangelion Soundtrack 25th Anniversary Box venne pubblicato il 7 ottobre 2020, in occasione del venticinquesimo anniversario della serie. Nell'album, originariamente previsto per il 25 marzo, furono inseriti diversi pezzi della serie classica e della conclusione cinematografica del 1997, inclusa una nuova versione di Fly Me to the Moon di Takahashi e un libretto speciale. Il disco riuscì a piazzarsi per tre volte nelle classifiche di Oricon, raggiungendo il ventottesimo posto.
Tracce (disco 1)
1. Yōko Takahashi – Zankoku na tenshi no these (Director's Edit Version) – 4:05 (testo: Neko Oikawa – musica: Hidetoshi Satō)
2. Takahashi – Fly Me to the Moon 2020 – 4:33 (testo: Bart Howard – musica: Howard)
3. Angel Attack (E-6) – 2:31
4. Rei I (A-1) – 2:59
5. Hedgehog's Dilemma (B-1) – 2:47
6. Barefoot in the Park (C-2) – 2:37
7. Ritsuko (C-5) – 3:03
8. Misato (B-16) – 1:32
9. Asuka Strikes! (B-17) – 2:23
10. NERV (A-3) – 1:58
11. Tokyo-3 (C-7) – 2:25
12. I. Shinji (A-6) – 2:02
13. EVA-01 (E-3) – 2:48
14. A Step Forward Into Terror (E-9) – 1:55
15. EVA-02 (E-4) – 2:00
16. Decisive Battle (E-1) – 2:24
17. EVA-00 (E-5) – 1:51
18. The Beast (E-5 Fast tempo) – 1:40
19. Marking Time, Waiting for Death (E-7) – 2:44
20. Rei II (B-20) – 2:56
21. Fly Me to the Moon (B-4) – 2:58 (musica: Howard)
22. Jikai yokoku – 0:32
23. Takahashi – Fly Me to the Moon (Yōko Takahashi Acid Bossa Version) – 3:56 (testo: Howard – musica: Howard)
24. Kotono Mitsuishi
Megumi Hayashibara
Yūko Miyamura – Zankoku na tenshi no these (Director's Edit Version II) – 4:04 (testo: Oikawa – musica: Satō)

Durata totale: 62:43
Tracce (disco 2)
1. Yōko Takahashi – Yokan – 4:56 (testo: Neko Oikawa – musica: Toshiyuki Ōmori)
2. Takahashi – Zankoku na tenshi no these (TV Size Version) – 1:33 (testo: Oikawa – musica: Hidetoshi Satō)
3. Borderline Case (A-4) – 2:21
4. A Crystalline Night Sky (C-6) – 2:22
5. Angel Attack II (A-7) – 2:00
6. Angel Attack III (A-9) – 2:25
7. Both of You, Dance Like You Want to Win! (B-12) – 1:51
8. Waking up in the morning (C-4) – 1:30
9. Background Music (A-2) – 1:57
10. A Moment When Tension Breaks (B-21) – 4:12
11. The Day Tokyo-3 Stood Still (B-14) – 1:42
12. Spending Time in Preparation (E-1 Rhythm only) – 2:23
13. She said, 'Don't make others suffer for your personal hatred.' (A-15) – 1:55
14. Magmadiver (E-15) – 2:24
15. Pleasure Principle (E-8) – 3:50
16. The Beast II (E-16) – 2:19
17. Thanatos (E-13) – 3:30
18. Rei III (A-14) – 3:44
19. When I Find Peace of Mind (B-7) – 3:35
20. Takahashi – Fly Me to the Moon 2020 (Short Size Version) – 1:10 (testo: Bart Howard – musica: Howard)
21. Megumi Hayashibara – Fly Me to the Moon (Rei (#5) TV Size Remix Version) – 1:10 (testo: Howard – musica: Howard)
22. Hayashibara – Fly Me to the Moon (Rei (#6) TV Size Remix Version) – 1:10 (testo: Howard – musica: Howard)
23. Next Episode Preview (F-2 15-seconds Version) – 0:19
24. Aya – Fly Me to the Moon (Aya Bossa Techno Version) – 3:52 (testo: Howard – musica: Howard)
25. Aki – Fly Me to the Moon (Aki Jungle version) – 4:40 (testo: Howard – musica: Howard)
26. B-16 (Misato) – 1:31
27. B-17 (Asuka Strikes!) – 2:22

Durata totale: 66:43
Tracce (disco 3)
1. Yōko Takahashi – Shiawase wa tsumi no nioi – 4:37 (testo: Neko Oikawa – musica: Toshiyuki Ōmori)
2. Takahashi – Mugen hōyō – 5:26 (testo: Oikawa – musica: Takahashi)
3. Normal Blood (E-16 Fast tempo) – 1:58
4. Harbinger of Tragedy (E-5 Rhythm only/Fast tempo) – 1:39
5. Childhood Memories, Shut Away (F-3 Take2) – 0:36
6. Those women longed for the touch of others' lips, and thus invited their kisses. (B-4 Strings and piano) – 2:20 (musica: Bart Howard)
7. Background Music II (A-16 Strings) – 1:34
8. Background Music III (B-3) – 2:33
9. In the Depths of Human Hearts (B-2) – 2:23
10. Hostility Restrained (A-13 C-Type) – 1:38
11. Three of Me, One of Someone Else (C-55 D-Type) – 2:21
12. Crime of Innocence (A-13 B-Type) – 2:26
13. The Sorrow of Losing the Object of One's Dependence (B-4 Piano/Lonely) – 1:33 (musica: Howard)
14. Do You Love Me? (A-4 Synth voice only) – 2:21
15. Separation Anxiety (A-13) – 2:28
16. Introjection (A-12) – 2:27
17. Depression (A-11) – 2:36
18. Splitting of the Breast (A-10 Synth voice only) – 2:15
19. Infantile Dependence, Adult Dependency (B-9) – 3:01
20. Mother Is the First Other (A-10) – 2:25
21. The Heady Feeling of Freedom (OP-1 Strings/Slow tempo) – 1:49 (musica: Hidetoshi Satō)
22. Good, or Don't Be. (OP-1 D-Type) – 1:23 (musica: Satō)
23. Takahashi – Fly Me to the Moon (Yōko Takahashi TV Size Version) – 1:10 (testo: Howard – musica: Howard)
24. Takahashi – Fly Me to the Moon (4 Beat TV Size Version) – 1:09 (testo: Howard – musica: Howard)
25. Aya – Fly Me to the Moon (Aya Bossa Techno TV Size Version) – 1:08 (testo: Howard – musica: Howard)
26. Takahashi – Fly Me to the Moon (Yōko Takahashi Acid Bossa TV Size Version) – 1:08 (testo: Howard – musica: Howard)
27. Fly Me to the Moon (4 Beat Off Vocal TV Size Version) – 1:08 (musica: Howard)
28. Fly Me to the Moon (Off Vocal TV Size Version) – 1:09 (musica: Howard)
29. Aki – Fly Me to the Moon (Aki Jungle TV Size Version) – 1:08 (testo: Howard – musica: Howard)
30. Fly Me to the Moon (B-22A Type TV Size Version) – 1:08 (musica: Howard)
31. Megumi Hayashibara – Fly Me to the Moon (Rei (#23) TV Size Version) – 1:10 (testo: Howard – musica: Howard)
32. Hayashibara – Fly Me to the Moon (Rei (#25) TV Size Version) – 1:10 (testo: Howard – musica: Howard)
33. Hayashibara – Fly Me to the Moon (Rei (#26) TV Size Version) – 1:12 (testo: Howard – musica: Howard)
34. Aya – Fly Me to the Moon (Aya London Beat Version) – 8:16 (testo: Howard – musica: Howard)
35. B-20 il tuo sorriso[N 6] (Rei II) – 4:32

Durata totale: 77:17
Tracce (disco 4)
1. Chero - dai shi-gen chōgen (チェロ―第四弦 調弦? lett. "Violoncello - Accordatura quarta corda") – 0:26
2. Suiten für Violoncello solo Nr. 1 G-Dur, BWV 1007 1. Vorspiel – 0:43 (musica: Johann Sebastian Bach)
3. Dvořák: Original Complete Version – 0:34 (musica: Antonín Dvořák)
4. Vuaiorin ― dai ni-gen chōgen (ヴァイオリン―第二弦 調弦? lett. "Violino - Accordatura della seconda corda") – 0:23
5. Partita III für Violine solo E-Dur, BWV 1006 3. Gavotte en Rondeau – 0:23 (musica: Bach)
6. Vuiora ― dai san-gen chōgen (ヴィオラ―第三弦 調弦? lett. "Viola - Accordatura della terza corda") – 1:10
7. Yasashisa no dairi (優しさの代理? lett. "Sostituto della gentilezza") (D-7) – 0:26
8. Ware e no, namida (吾への、涙? lett. "Lacrime, per me stesso") (E-13) – 2:07
9. Miryō e no, chōritsu (未了への、調律? lett. "Accordandosi alla perfezione") – 0:19
10. Kanon D-Dur – 5:00 (musica: Johann Pachelbel)
11. The Sorrow of Losing the Object of One's Dependence II (B-4) – 1:35 (musica: Bart Howard)
12. Kyomō e no, izon (虚妄への、依存? lett. "Dipendenza dall'illusione") – 1:48
13. Zeijakuna, jigakyōkai (脆弱な、自我境界? lett. "Fragile, confine dell'ego") – 2:12
14. Kanon D-dur (Strings Orchestra) – 5:12 (musica: Pachelbel)
15. Itsuwari no, saisei (偽りの、再生? lett. "Falsa rinascita") (M-7B) – 2:27
16. Yōko Takahashi – Tamashii no refrain – 5:17 (testo: Neko Oikawa – musica: Toshiyuki Ōmori)
17. Choeur: Jesus demeure ma joie, Consolation et seve de mon coeur – 3:44 (musica: Bach)
18. Dies Irae [Requiem] – 37:10 (musica: Giuseppe Verdi)

Durata totale: 70:56
Tracce (disco 5)
1. Tanin no kanshō (他人の干渉? lett. "Interferenza degli altri") (M-6 Fast Tempo/Rhythm Only) – 2:21
2. Manatsu no shūen (真夏の終演? lett. "Fine di mezza estate") (M-6 Fast Tempo/Modified Version) – 2:24
3. Taikō e no kinkyū hinan (退行への緊急避難? lett. "Dall'evacuazione di emergenza alla regressione") (M-4 Chorus only) – 4:18
4. Itsuwari no, saisei (M-7B New Mix) – 2:30
5. Migawari no shin'nyū (身代わりの侵入? lett. "Invasione del sostituto") (E-13) – 3:30
6. II Air [Orchestral Suite No. 3 in D Major, BWV 1068] – 3:24 (musica: Bach)
7. Munashikinagare (空しき流れ? lett. "Flusso vuoto") (M-3) – 6:17
8. Loren & Mash – Thanatos -If I Can't Be Yours- – 4:53 (testo: Mash – musica: Shirō Sagisu)
9. Hajimari e no tōhi (始まりへの逃避? lett. "Fuga verso l'inizio") (M-4) – 5:00
10. Fuan to no mitsu tsuki (不安との密月? lett. "Luna di miele con ansia") (A-4 Zakazaka version) – 1:40
11. Arianne Schreiber – Komm, süsser Tod (M-10 Director's Edit Version) – 7:46 (testo: Hideaki Anno, Mike Wyzgowski – musica: Sagisu)
12. Jesus bleibet meine Freude – 4:50 (musica: Jan Panenka, Bach, Myra Hess)
13. Heisoku no kakudai (閉塞の拡大? lett. "Ingrandimento dell'ostruzione") (M-9) – 6:54
14. Yume no sukima (夢のスキマ? lett. "Divario dei sogni") (A-4) – 1:34
15. M-9 – 6:52
16. F02 – 0:31

Durata totale: 64:44

### Evangelion Finally
Evangelion Finally fu pubblicato dalla King Recrods il 7 ottobre 2020, in concomitanza con il venticinquesimo anniversario della serie. La data di uscita, inizialmente prevista per il 13 maggio 2020, per motivi di produzione fu in seguito posticipata. L'album venne distribuito in una edizione regolare e una speciale a tempo limitato. Nel pacchetto fu inoltre incluso un fascicoletto ufficiale contenente delle lunghe interviste a Takahashi e Hayashibara. All'estero invece Finally fu pubblicato in una edizione in due dischi dalla Milan Records.
Nell'album furono incluse nove tracce, più sei altre tracce bonus, comprese una nuova versione di Fly Me to the Moon cantata da Takahashi e un nuovo arrangiamento di Kokoro yo genshini modore. Nella prima parte di Kokoro yo genshini modore fu inserito sotto suggerimento di Takahashi un sassofono; il coro della versione originale, cantato da suo fratello Gō, venne sostituito da uno cantato dalla stessa Takahashi. La canzone fu inoltre usata in Espirit Japon, un programma trasmesso dall'emittente BS Fuji. L'album ebbe un riscontro commerciale positivo, classificandosi per trentatré volte nelle classifiche di Oricon e raggiungendo il sesto posto. Il disco inoltre ebbe dei nuovi picchi di popolarità durante il gennaio e il marzo del 2021, in concomitanza con l'uscita dell'ultimo Rebuild. Negli Stati Uniti invece debuttò al 111º posto della Billboard 200 e all'ottavo della Top Album Sales con quasi novemila unità.
Tracce
1. Yōko Takahashi – Zankoku na tenshi no these – 4:06 (testo: Neko Oikawa – musica: Hidetoshi Satō)
2. Takahashi – Fly Me to the Moon (Yoko Takahashi Acid Bossa Version) – 3:50 (testo: Bart Howard – musica: Howard)
3. Takahashi – Tamashii no refrain – 5:12 (testo: Oikawa – musica: Toshiyuki Ōmori)
4. Loren & Mash – Thanatos -If I Can't Be Yours- – 4:49 (testo: Mash – musica: Shirō Sagisu)
5. Arianne Schreiber – Komm, süsser Tod (M-10 Director’s Edit. Version) – 7:46 (testo: Hideaki Anno
Mike Wyzgowski – musica: Sagisu)
6. Megumi Hayashibara – Kyō no hi ha sayōnara (今日の日はさようなら? lett. "Arrivederci a oggi") – 2:43 (testo: Shōichi Kaneko – musica: Kaneko)
7. Hayashibara – Tsubasa wo kudasai (翼をください? lett. "Dammi le ali") – 4:54 (testo: Michio Yamagami – musica: Kunihiko Murai)
8. Takahashi – Fly Me to the Moon 2020 – 4:32 (testo: Howard – musica: Howard)
9. Takahashi – Kokoro yo genshini modore (心よ原始に戻れ? lett. "Ritorno all'anima primitiva") 2020 – 5:09 (testo: Oikawa – musica: Satō)
10. Takahashi – Mugen hōyō – 5:24 (testo: Oikawa – musica: Takahashi)
11. Takahashi – Shiawase wa tsumi no nioi – 4:39 (testo: Oikawa – musica: Ōmori)
12. Hayashibara – Come sweet death,second impact (M-10) – 7:10 (testo: Anno
Wyzgowski
Hayashibara – musica: Sagisu)
13. Hayashibara – Dilemmatic triangle opera (B-1) – 5:41 (testo: Hayashibara – musica: Sagisu)
14. Hayashibara – The Image of black me (A-1) – 7:14 (testo: Hayashibara – musica: Sagisu)
15. Hayashibara – Dilemmatic triangle opera (Ayanami Version) (B-1) – 5:40 (testo: Hayashibara – musica: Sagisu)

Durata totale: 78:49

## Remix

### Evangelion-Vox
Evangelion-Vox fu pubblicato dalla King Records il 3 dicembre 1997. In Vox furono inclusi venti brani hip-hop e R&B e remix registrati da Sagisu dopo l'uscita di The End of Evangelion. Sagisu diede alle composizioni nuovi arrangiamenti, intermezzi parlati e campioni vocali dei personaggi della serie. All'album contribuirono diversi artisti britannici, come il rapper Mali, il duo Loren&Mash, il cantante lovers rock Carrol Thomson, Camelle Hinds, cantante del gruppo soul Central Line, e un artista non identificato noto con lo pseudonimo di The Lord. Fuori dal Giappone venne distribuito da Milan Records nel 2022. L'album ricevette un riscontro commerciale positivo, comparendo per sei volte nelle classifiche di Oricon e toccando il decimo posto.
Tracce
1. Evantroduction (A-4) – 2:53
2. Loren – The image of me-vocalise (A-1) – 5:02
3. Carroll Thompson – From my dreams (A-4) – 5:34
4. London Gospel Choir – Eangelism (A-4) – 0:17
5. Loren & Mash – Cant' get you otta my head (A-4) – 4:33
6. Mali – X-plicit – 1:26
7. Mali – Prelude to battle (E-1) – 4:25
8. Mali – Battling (E-1) – 4:46
9. Loren – Interlude-Thanatos (E-13) – 0:16
10. Loren & Mash – Thanatos - If I Can't Be Yours- Jazzy Side Stick-MixT (E-13) – 4:46
11. Thompson – I'll be always on your mind (C-5) – 5:37
12. Mali – Armageddon – 4:54
13. Loren & Mash – Komm, süsser Tod Tumbling Down-Mix (M-10) – 6:32
14. Mali – Angel Attack (E-6) – 3:12
15. Mali – Utopia – 4:56
16. Camelle Hinds – Promised Land - reprise (F-2) – 1:08
17. Loren & Mash – 'Promised Land' Loren & Mash studio Live (F-2) – 5:02
18. Loren & Mash – 'Star' Loren & Mash studio Live (F-2) – 5:36
19. Loren – The image of me playback (A-1) – 0:30
20. London Gospel Choir – Outro - never shall we return from conflict we must learn (A-10) – 1:15

Durata totale: 72:40

### Evangelion Wind Symphony 1
Evangelion Wind Symphony 1 uscì in Giappone il 9 dicembre 2009. Per la registrazione dell'album furono riarrangiati i principali brani della serie per ottoni sotto la supervisione di Sagisu. Nell'album fu incluso un CD-ROM contenente dei PDF con gli spartiti dei brani e un libretto di circa cinquanta pagine con commenti, interviste e spiegazioni dettagliate sui vari pezzi.
Tracce
1. E06_EWS_Amano&kosei – 2:32
2. E03_EWS_Amano&Kosei – 2:46
3. C07_EWS_Amano&kosei – 3:16
4. E01_EWS_Amano&Kosei – 3:18
5. E06_ReMaster_TV_Original – 2:31
6. E03_ReMaster_TV_Original – 2:46
7. E01_ReMaster_TV_Original – 2:25
8. A01_EWS_Amano&Kosei – 3:55
9. E01_01_YouichiMurata_Session – 3:45
10. E01_02_YouichiMurata_Session – 4:48
11. Shiro'sBrassBand_TributeToBreckerBrothers – 6:19
12. E01_WithoutEricTrumpet_EWS_Amano&Kosei – 3:15

Durata totale: 41:36

### Evangelion Wind Symphony 2
La King Records pubblicò Evangelion Wind Symphony 2 il 9 dicembre 2009, in contemporanea con il primo volume e con gli stessi contenuti extra. Il 7 settembre 2018 i brani dei due album furono eseguiti dalla Tokyo Kosei Wind Orchestra al Tokyo Metropolitan Theatre sotto la direzione di Masamichi Amano.
Tracce
1. E09_EWS_Amano&Kosei – 2:14
2. E05_EWS_Amano&Kosei – 2:56
3. E05_Fast_EWS_Amano&Kosei – 2:09
4. B12_EWS_Amano&Kosei – 3:02
5. E13_EWS_Amano&Kosei – 4:46
6. E09_ReMaster_TV_Original – 1:55
7. E05_ReMaster_TV_Original – 1:50
8. E05_Fast_ReMaster_TV_Original – 1:41
9. E09_YouichiMurata_Session – 3:24
10. F02_Take01_EWS_Amano&Kosei – 2:14
11. F02_Take02_EWS_Amano&Kosei – 2:15
12. Yōko Takahashi – SuperSaxPlaysEVA_TributeToSuperSax – 8:05
13. F02_ReMaster_TV_Original – 0:36
14. B12_ForPianoPlayback_EWS_Amano&Kosei – 3:01

Durata totale: 40:08

### Evangelion PianoForte #1
Evangelion PianoForte #1 fu pubblicato il 23 ottobre 2013. Nell'album furono inclusi diversi pezzi della colonna sonora del Rebuild riarrangiati per pianoforte ed eseguiti da numerosi artisti famosi sotto la supervisione di Sagisu. La copertina, raffigurante Shinji e Kaworu con un pianoforte come sfondo, venne disegnata da Takeshi Honda.
Tracce
1. E01_matsumoto – 2:21
2. B20_kuriya – 3:29
3. B01_miyagi – 3:02
4. E13_kita – 4:43
5. Arianne Schreiber – M10_nakanishi_arianne – 7:47 (testo: Hideaki Anno, Mike Wyzgowski)
6. EM21_matsumoto – 3:52
7. KK_A09_miyagi – 2:46
8. KK_A08_miyagi – 2:56
9. KK_A09_alterna_kuriya – 1:51
10. E16_shima – 3:21
11. Quatre Mains_miyagi_kita – 2:21
12. E05_yamashita – 4:25
13. Arianne – M11_shionoya_arianne – 7:01 (testo: Anno, Wyzgowski)
14. A01_yamashita_take1 – 4:21
15. Quatre Mains_tribute to Rachmaninov_kita – 4:05
16. E05_sasaji – 6:58
17. A01_clone_miyagi – 3:07
18. F02_miyagi – 0:35

Durata totale: 69:01

### The world! Evangelion Jazz night =The Tokyo III Jazz club=
The world! Evangelion Jazz night =The Tokyo III Jazz club= venne pubblicato il 24 dicembre 2014. L'album contiene diversi arrangiamenti jazz delle musiche di Sagisu e tre canzoni interpretate e scritte da Megumi Hayashibara. La copertina del disco fu disegnata da Moyoco Anno, moglie del regista della serie. La sesta e la settima traccia furono pubblicate come brani separati sul CD, ma in una successiva edizione ad alta risoluzione sono state fuse in un'unica traccia. L'ottavo brano, Dilemmatic Triangle Opera, avrebbe dovuto essere cantato da Hayashibara con il tono di Rei Ayanami, ma la ripresa fu abbandonata in corso d'opera e ripresa per l'album Fifty〜Fifty della stessa Hayashibara.
Tracce
1. Ian Michael G Pitter, Lorrain Briscoe aka Loren, Evette Briscoe, Paul Lee, Yōko Takahashi – Welcome to the Tokyo III jazz club – 6:34 (testo: Mike Wyzgowski, Shirō Sagisu)
2. Swinging A1 – 5:15
3. Hayashibara – Come sweet death, Second Impact – 7:13 (testo: Megumi Hayashibara)
4. Barefoot in the club – 5:24
5. A Medley: 'Milestones' and 'The Final Decision We All Must Take' – 6:17 (musica: Miles Davis, Shirō Sagisu)
6. Emptiness, interlude – 2:06
7. Emptiness, the longest – 6:28
8. Hayashibara – Dilemmatic triangle opera (Hedgehog's Dilemma) – 5:43 (testo: Wyzgowski, Hayashibara)
9. A9, mellow slow-jam – 9:15
10. Theme Q, suppa-duppa! – 4:58
11. Hayashibara, Loren – The Image of black me – 7:22 (testo: Hayashibara)
12. Ian, Loren, Evette, Paul, Catherine Bott, Deborah Miles-Johnson, Andrew Busher, Michael George – Weekend, the outro – 1:56 (testo: Wyzgowski, Sagisu)
13. Ian (MC) – Fly me to the moon – 7:25 (musica: Bart Howard)

Durata totale: 75:56

### ShiroSagisu Outtakes from Evangelion (Vol.1)
ShiroSagisu Outtakes from Evangelion (Vol.1) fu pubblicato dalla King Records il 30 luglio 2016.
Il disco, prodotto in onore del venticinquesimo anniversario della collaborazione fra Anno e Sagisu, iniziata con la serie Nadia: Il mistero della pietra azzurra, include dei brani inediti di Sagisu e delle canzoni utilizzate per il Nihon animator mihon'ichi. Outtakes fu pubblicato in contemporanea alla colonna sonora di Shin Godzilla di Anno e venduto in coppia con essa. Nell'album venne incluso il brano Londonderry orchestra+piano, originariamente previsto per Evangelion 3.0, una versione di Everything you've ever dreamed di Arianne basata su una versione proveniente da Evangelion Pianoforte #1 e 1155 twenty-five degrees of frost, pubblicato per la prima volta nel 2013 in A.T. EVA HQ-3.0.
Tracce
1. Arianne Schreiber – M11 re-arrange and re-mix – 6:31 (testo: Hideaki Anno, Mike Wyzgowski)
2. M3 complet – 7:03
3. Emptiness and more melody – 3:18
4. Londonderry orchestra+piano – 4:40
5. M5 mix again – 3:45
6. Loren & Mash – E13 nineteen years after mix – 7:00 (testo: Mash)
7. EM21 no choir – 3:49
8. 0902 no choir – 4:13
9. 0948 no choir – 3:14
10. Nu02 no choir – 3:26
11. C17 rough demo – 3:13
12. C16 rough demo – 2:55
13. C15 rough demo – 3:11
14. SS101 alterna02 – 2:16
15. 1120 rough demo – 3:25
16. Armageddon proto type – 3:35
17. 1155 twenty-five degrees of frost – 4:40
18. A4 arpa – 1:41
19. Auld Lang Syne from the animators – 5:25
20. F02 TV 15sec alterna jazzy – 0:19
21. F02 choir+boys – 1:06

Durata totale: 78:45

## Album dal vivo

### Evangelion Symphony
Evangelion Symphony (エヴァンゲリオン交響楽?, Evangerion Kōkyōgaku) fu pubblicato dalla King Records il 22 dicembre 1997. In esso furono inclusi i brani della colonna sonora eseguiti dalla New Japan Philharmonic Orchestra alla Bunkamura Orchard Hall il 6, 7, 8, 9 e 14 luglio 1997, prima dell'uscita di The End of Evangelion. All'evento parcetiparono inoltre diversi doppiatori originali della serie; esso venne registrato e in seguito pubblicato anche su Laserdisc.
Tracce (disco 1)
1. Kōkyōkyokudai 9-ban ni tanchō op. 125 `Gasshō'~ dai 4 gakushō (bassui) (Bētōvuen) (交響曲第９番ニ短調ｏｐ．１２５「合唱」～第４楽章（抜粋）（ベートーヴェン）? lett. "Sinfonia n. 9 in re minore op. 125 "Coro" - 4° movimento (estratto) (Beethoven)") – 8:08 (musica: Ludwig van Beethoven)
2. Tokyo-3 (C-7) – 3:39
3. Eva-01 (E-3) – 3:41
4. Miki Nagasawa, Megumi Ogata, Yūko Miyamura – MC-1 – 4:36
5. Nerv (A-3) – 2:48
6. Decisive Battle (E-1) – 2:24
7. EVA-00 (E-5) – 1:45
8. A Step Forward Into Terror (E-9) – 2:13
9. Rei I (A-1) – 3:38
10. Ritsuko (C-5) – 2:10
11. Rei II – 3:35
12. Miki Nagasawa, Yuriko Yamaguchi – MC-2 – 3:21
13. I. Shinji (A-6) – 7:15

Durata totale: 49:13
Tracce (disco 2)
1. Bahha mubansōcherokumikyoku/ daiichiban tochōchō sakuhin 1007 yori pureryūdo (バッハ 無伴奏チェロ組曲／第一番ト長調作品1007より前奏曲? lett. "Suite per violoncello non accompagnata di Bach / Preludio dal n. 1 in sol maggiore, Op. 1007") – 2:50 (musica: Johann Sebastian Bach)
2. Bahha mu bansō vu~aiorin no tame no parutīta/ daisanban hochōchō sakuhin 1006 yori gavu~otto (バッハ 無伴奏ヴァイオリンのためのパルティータ／第三番ホ長調作品1006よりガヴォット? lett. "Bach Partita per violino solo / Gavotte dal n. 3 in mi maggiore, Op. 1006") – 3:28 (musica: Bach)
3. Pahheruberu sansei no kanon to jīgu ni chōchō/ gengakugojūsō (パッヘルベル 三声のカノンとジーグ二長調／弦楽五重奏? lett. "Pachelbel Canone a tre voci e giga in re maggiore / Quintetto per archi") – 4:03 (musica: Johann Pachelbel)
4. Mali – Genga kugojūsō& RAP (弦楽五重奏&RAP? lett. "Quintetto d'archi e rap") – 5:40 (musica: Pachelbel, Shirō Sagisu)
5. Orchestra (オーケストラ?, Ōkesutora) – 6:00 (musica: Pachelbel)
6. Thanatos (E-13) – 4:42
7. Yūko Miyamura, Yuriko Yamaguchi – MC-3 – 3:37
8. Borderline Case (A-4) – 3:29
9. Mother Is the First Other (A-10) – 2:34
10. Carroll Thompson, Lorrain Briscoe – Fly Me to the Moon – 9:52 (testo: Bart Howard – musica: Howard)
11. Megumi Hayashibara, Kotono Mitsuishi – MC-4 – 3:57
12. Henderu oratorio 'Mesaia' yori “Hareruya” (ヘンデル オラトリオ「メサイア」より『ハレルヤ』? lett. ""Alleluia" dall'Oratorio "Messia" di Händel") – 5:38 (musica: George Frideric Handel)
13. Kisai nashi (ankōru torakku) (記載なし（アンコール・トラック）? lett. "Senza titolo (brano bonus)") – 11:12

Durata totale: 67:02

### Shin Godzilla vs Evangelion Symphony
Shin Godzilla vs Evangelion Symphony uscì il 27 dicembre 2017. Nell'album furono fuse insieme le colonne sonore di Evangelion e Shin Godzilla, entrambi diretti da Anno. Le musiche furono eseguite dalla Tokyo Philharmonic Orchestra il 22 e 23 marzo dello stesso anno. Il disco si posizionò per due volte nelle classifiche di Oricon, piazzandosi al quarantaquattresimo posto
Tracce (disco 1)
1. Persecution of the Masses (1172) – 5:36
2. Medley (メドレー?) Contre Les Agressions(EM04A)～Showdown(EM05_A) – 4:22
3. Angel of Doom (EM21) – 3:47
4. Medley (メドレー?) Les Bêtes(EM05_B～2EM29_ E5)～Instabilite' orchestre(KK_A08) – 8:29
5. Medley (メドレー?) 11174_rhythm～Black Angels(Fob_10_1211) – 4:18
6. Taba sakusen (タバ作戦? lett. "Operazione Taba") (Fob_ 01) – 7:21
7. Defeat is no option (1197) – 4:17
8. Yōko Takahashi – Who will know OST – 3:26
9. Omake medorē (おまけメドレー? Bonus mix) Early Morning from Tokyo～EM20_alterna01～EM20_alterna03～EM20_alterna04 – 4:49
10. Ifukube akira toribyūto sono 1 Gojira jōriku ~ Gojira fukkatsu su ~ Gojira tōjō (伊福部昭トリビュート その1 ゴジラ上陸～ゴジラ復活す～ゴジラ登場? lett. "Akira Ifukube Tribute Part 1 Godzilla approda ~ Godzilla rivive ~ Godzilla appare") – 6:51 (musica: Akira Ifukube)

Durata totale: 53:16
Tracce (disco 2)
1. The Final Decision We All Must Take (0902) – 4:25
2. Medley (メドレー?) Cruel Dilemme (EM09A)～Des Cordes(KK_C01) – 5:21
3. Medley (メドレー?) Gods Message(C17)～Dark Defender(C16)～The Anthem(C15) – 8:40
4. Medley (メドレー?) It will mean Victory(SD2_ 01)～The Wrath of God in All its Fury(Nu09) – 6:22
5. Under a Burning Sky (11174) – 2:41
6. Shūkyoku (終局? lett. "Fine") (Omni_00) – 3:45
7. Medley (メドレー?) Sin From Genesis E16〜EM20～EM10_Q～EM20 – 8:46
8. Ifukube akira toribyūto sono 2 uchūdaisensō ~ Gojira taitoru (伊福部昭トリビュート その2 宇宙大戦争～ゴジラ・タイトル? lett. "Akira Ifukube Tribute Parte 2 Grande Guerra dell'Universo ~ Godzilla Title") – 6:30 (musica: Akira Ifukube)
9. Yōko Takahashi – Who will know - furusato – 4:15
10. Yōko Takahashi – Zankoku na tenshi no these Misato ~ jikai yokoku F 02 ~ jikai yokoku F 02 (ankōru) (～MISATO～次回予告 F02～次回予告 F02（アンコール）? Misato~Nel prossimo episodio F02~Nel prossimo episodio F02 (bis)) – 12:13

Durata totale: 62:58

## Altro

### Evangelion Classic 1
Evangerion Kurasikku 1 - Bētōben: Kōkyōkyokudai dai kyū-ban ni tanchō sakuhin hyakunijūgo Gasshō-tsuki (エヴァンゲリオン・クラシック1 ベートーヴェン:交響曲第9番「合唱つき」? lett. "Evangelion Classic 1: Beethoven ◎Sinfonia n. 9 in re minore, op. 125 "Corale"") venne pubblicato il 22 ottobre 1997, per poi essere ridistribuito il 6 novembre 2013.
1. Allegro ma non troppo, un poco maestoso – 15:56
2. Molto vivace – 17:14
3. Adagio molto e cantabile – 10:56
4. Presto – 23:04

Durata totale: 67:10

### Evangelion Classic 2
Evangerion Kurasikku 2 - Verudi: Rekuiemu (エヴァンゲリオン･クラシック➁ ヴェルディ◎レクイエム? lett. "Evangelion Classic 2 - Verdi: Requiem") venne pubblicato il 22 ottobre 1997, per poi essere ridistribuito il 6 novembre 2013.
Tracce (disco 1)
1. Requiem – 7:37
2. Dies irae – 37:07

Durata totale: 44:44
Tracce (disco 2)
1. Offertorium – 10:44
2. Sanctus – 2:49
3. Agnus Dei – 4:53
4. Lux aeterna – 5:55
5. Libera me – 13:04

Durata totale: 37:25

### Evangelion Classic 3
Evangerion Kurasikku 3 - Handeru: Oratorio 'Mesaia' Zenkyoku (エヴァンゲリオン･クラシック➂ ヘンデル◎オラトリオ｢メサイア｣全曲? lett. "Evangelion Classic 3 - Händel: Oratorio Messiah (Completo)") venne anch'esso pubblicato il 22 ottobre 1997.
1. Sinfonia – 3:07
2. Comfort ye my people – 3:49
3. Ev'ry valley shall be exalted – 3:57
4. And the glory, the glory of the Lord – 2:38
5. Thus sait the Lord – 1:30
6. But who may abide – 4:38
7. And He shall purify – 2:52
8. Behold, a virgin shall conceive – 0:31
9. O thou that tellest – 6:15
10. For behold, darkness shall cover the earth – 1:38
11. The people that walked in darkness – 4:25
12. For unto us a child is born – 4:14
13. Pastoral Symphony – 3:43
14. There were shepherds; And lo, the Angel of the Lord – 0:47
15. And the angel said unto them – 0:38
16. And suddenly there was with the angel – 0:21
17. Glory to God in the highest – 1:40
18. Rejoice greatly, o daughter of Zion – 5:04
19. Then shall the eyes of the blind – 0:34
20. And he shall feed his flock – 5:47
21. His yoke is easy – 2:47
22. Behold the Lamb of God – 3:06
23. He was despised – 10:55

Durata totale: 74:56
1. Surely he hath borne our grieves – 3:14
2. And with His stripes we are healed – 1:39
3. All we like sheep – 3:31
4. All they that see Him – 0:46
5. He trusted in God – 2:02
6. Thy rebuke hath broken His heart – 1:54
7. Behold, and see if there be any sorrow – 1:45
8. He was cut off out of the land – 0:23
9. But thou didst not leave – 2:38
10. Lift up your heads – 3:14
11. Unto which of the angels – 0:19
12. Let all the angels of God worship Him – 1:18
13. Thou art gone up on high – 3:19
14. The Lord gave the word – 1:08
15. How beautiful are the feet – 3:02
16. Their sound is gone out – 1:14
17. Why do the nations? – 2:58
18. Let us break their bonds asunder – 1:52
19. He that dwelleth in heaven – 0:17
20. Thou shalt break them – 2:16
21. Hallelujah – 3:37
22. I know that my Redeemer liveth – 7:18
23. Since by man came death – 1:58
24. Behold, I tell you a mystery – 0:43
25. The trumpet shall sound – 8:45
26. Then shall be brought to pass – 0:20
27. O death, where is thy sting? – 1:11
28. But thanks be to God – 2:25
29. If God be for us – 5:30
30. Worthy is the Lamb...Amen – 6:41

Durata totale: 77:17

### Evangelion Classic 4
Evangerion Kurasikku 4 - Bahha: Kangengaku kumikyoku dai san-ban 'Aria', hoka (エヴァンゲリオン･クラシック➃ バッハ◎管弦楽組曲第3番｢アリア｣､他? lett. "Evangelion Classic ➃ Bach ◎ Orchestral Suite No. 3 "Aria", e altri") venne anch'esso pubblicato il 22 ottobre 1997,  per poi essere ridistribuito il 6 novembre 2003.
Tracce
1. Suite No. 1 For Cello Solo In G Major, BWV.1007: Prélude – 2:42
2. Suite No. 1 For Cello Solo In G Major, BWV.1007: Allemande – 3:49
3. Suite No. 1 For Cello Solo In G Major, BWV.1007: Courente – 2:35
4. Suite No. 1 For Cello Solo In G Major, BWV.1007: Sarabande – 2:44
5. Suite No. 1 For Cello Solo In G Major, BWV.1007: Menuets I and II – 3:15
6. Suite No. 1 For Cello Solo In G Major, BWV.1007: Gigue – 1:46
7. Partita No. 3 For Violin Solo In E Major, BWV.1006: Prélude – 4:20
8. Partita No. 3 For Violin Solo In E Major, BWV.1006: Loure – 3:38
9. Partita No. 3 For Violin Solo In E Major, BWV.1006: Gavotte en rondeau – 3:02
10. Partita No. 3 For Violin Solo In E Major, BWV.1006: Menuets I and II – 3:52
11. Partita No. 3 For Violin Solo In E Major, BWV.1006: Bourrée – 1:07
12. Partita No. 3 For Violin Solo In E Major, BWV.1006: Gigue – 1:33
13. Orchestral Suite No. 3 In D Major, BWV.1068: Ouverture – 3:47
14. Orchestral Suite No. 3 In D Major, BWV.1068: Air – 5:27
15. Orchestral Suite No. 3 In D Major, BWV.1068: Gavottes I and II – 2:41
16. Orchestral Suite No. 3 In D Major, BWV.1068: Bourée – 6:20
17. Orchestral Suite No. 3 In D Major, BWV.1068: Gigue – 2:11
18. Mari Kumamoto – Jesus bleibet meine Freude: Chorale From Kantata No. 147 – 3:12

Durata totale: 58:01

### Refrain: The Songs Were Inspired by Evangelion
Refrain: The Songs Were Inspired by Evangelion venne pubblicato il 6 novembre 1997 in contemporanea con Li-La, sesto album di Takahashi. La stessa Takahashi cantò tutti i pezzi del disco; esso ebbe un riscontro commerciale positivo, riuscendo a posizionarsi per sei volte nelle classifiche di Oricon e raggiungendo il sesto posto. Patrick Gan di Original Sound Version scrisse una recensione positiva sull'album, apprezzando in particolar modo la traccia Kibō no sora e e il nuovo arrangiamento di Shiawase wa tsumi no nioi.
Tracce
1. Tony Orly – Prologue de Refrain – 2:17 (musica: Toshiyuki Ōmori)
2. Toshiyuki Ōmori – Zankoku na tenshi no these (Ambivalence mix) – 4:04 (testo: Neko Oikawa – musica: Hidetoshi Satō)
3. Kibō no sora e (希望の空へ? lett. "Verso il cielo della speranza") – 4:51 (testo: Anisu Kanō – musica: Toshiyuki Ōmori)
4. Yokan (Sounds of Reverie mix) – 4:56 (testo: Neko Oikawa – musica: Toshiyuki Ōmori)
5. Shiawase wa tsumi no nioi (Alter Ego mix) – 4:30 (testo: Neko Oikawa – musica: Toshiyuki Ōmori)
6. Fly me to the moon (Touched by the Muse mix) – 3:58 (testo: Bart Howard – musica: Bart Howard)
7. Tony Orly – Forbidden Gene – 5:24 (musica: Tony Orly)
8. Love Antique – 4:55 (testo: Mamie D. Lee – musica: Toshiyuki Ōmori)
9. Kosmic Bruise – Kokoro yo genshi ni modore (Sublimation mix) – 5:48 (testo: Neko Oikawa – musica: Hidetoshi Satō)
10. Toshiyuki Ōmori – Mugen hōyō (Return to Dew mix) – 5:23 (testo: Neko Oikawa – musica: Yōko Takahashi)
11. Genwaku no umi kara – 5:04 (testo: Anisu Kanō – musica: Toshiyuki Ōmori)
12. Tamashii no refrain (Tabris mix) – 5:30 (testo: Neko Oikawa – musica: Toshiyuki Ōmori)
13. Tony Orly – Epilogue de These – 6:34 (musica: Hidetoshi Satō)
14. Toshiyuki Ōmori – Fly me to the moon (On the Street) – 1:29 (testo: Bart Howard – musica: Bart Howard)

Durata totale: 64:43

### Evangelion Extreme
Evangelion Extreme uscì il 22 maggio 2019. Nell'album furono pubblicate diverse canzoni usate per i giochi per pachinko dedicati a Evangelion e una canzone inedita chiamata Akaki tsuki (赤き月? lett. "Luna rossa"). Nel disco furono inseriti anche degli adesivi speciali in omaggio. Oltre ai testi giapponesi furono pubblicati testi scritti in inglese e in caratteri latini. Yoshinori Kameda disegnò l'illustrazione utilizzata come copertina del disco, usata già nel 2013 per il gioco CR Evangelion 8 (CRヱヴァンゲリヲン8?). Le canzoni nuove furono scritte dalla stessa Takahashi, che realizzò i pezzi riflettendo su Evangelion e la sua tematica della maternità. Nei pezzi furono inseriti elementi di EDM e beatbox, mai sperimentati prima nel repertorio di Takahashi. I brani vennero inoltre usati per il gioco P Shinseiki Evangelion Shito Shinsei (P新世紀エヴァンゲリオン 〜シト、新生〜?), uscito nel dicembre 2019.
1. Toshiyuki Ōmori – Akaki tsuki (赤き月? lett. "Luna rossa") – 5:09 (testo: Yōko Takahashi – musica: Toshiyuki Ōmori)
2. Toshiyuki Ōmori – Shibashi sora ni inorite (暫し空に祈りて? lett. "Preghiera per il cielo momentaneo") – 4:57 (testo: Neko Oikawa – musica: Toshiyuki Ōmori)
3. Toshiyuki Ōmori – Dōkoku e no monorōgu – 4:57 (testo: Neko Oikawa – musica: Toshiyuki Ōmori)
4. Toshiyuki Ōmori – Zankoku na tenshi no these 2009Version – 4:28 (testo: Neko Oikawa – musica: Hidetoshi Satō)
5. Akaki tsuki off vocal ver. – 5:08

Durata totale: 24:39

### Evangelion Infinity
Evangelion Infinity è un album composto da tre dischi e pubblicato il 21 luglio 2021. Fuori dal Giappone Infinity è stato pubblicato digitalmente dalla Milan Records. Nel disco sono stati inclusi diversi arrangiamenti dei pezzi classici della colonna sonora, inclusa una versione di Decisive Battle usata da Anno in Shin Godzilla. Inizialmente l'album era stato pensato per un'uscita in doppio disco, ma in fase di produzione ne è stato aggiunto un terzo e i numeri di catalogo modificati di conseguenza. Il disco ha avuto un riscontro commerciale positivo, piazzandosi per sette volte nelle classifiche di Oricon e toccando il quattordicesimo posto.
Tracce (disco 1)
1. Decisive Battle – 2:26
2. Spending Time in Preparation – 2:32
3. The Beast II – 2:21
4. Normal Blood – 2:00
5. The Longest Day – 3:02
6. The Longest Day II – 2:22
7. EM10B Rhythm Main Mix 070820 – 2:23
8. The Longest Day III – 2:17
9. Strategie "Yashima" – 2:28
10. Battaille Decisive – 4:49
11. Sin From Genesis – 2:46
12. 2EM36 rhythm only – 2:44
13. 2EM36 orchestra only – 2:45
14. Bataille d'Espace – 3:57
15. Serenity Amongst the Turmoil – 3:26
16. E01_matsumoto – 2:22
17. E16_shima – 3:23
18. euro nerv – 1:27
19. EM10A alterne – 2:20
20. EM10A alterne bis – 1:11
21. EM20 =wunder operation= – 4:04
22. E-16 normal rhythm – 2:31
23. E-16 fast rhythm only – 2:18
24. (secret track) – 2:24
25. (secret track) – 2:10
26. (secret track) – 1:00
27. (secret track) – 0:58

Durata totale: 68:26
Tracce (disco 2)
1. Prelude to battle featuring Mali – 4:25
2. Battling featuring Mali – 4:47
3. E01_EWS_Amano&Kosei – 3:18
4. E01_01_YoichiMurata_Session – 3:47
5. E01_02_YoichiMurata_Session – 4:50
6. EM20_rhythm_GZM/Soshiki kessei (組織結成? lett. "Formazione di un'organizzazione") – 1:47
7. EM20_Jerry_GZM/Jōhō kyōyo (情報供与? lett. "Raccolta dati") – 1:35
8. EM20_Godzilla/Saishidō (再始動? lett. "Ricominciare") – 1:02
9. EM20_CH_alterna_01/Josai tai (巨災対? lett. "Grande disastro") – 0:59
10. EM20_CH_alterna_03/Hōkoku (報告? lett. "Rapporto") – 1:21
11. EM20_CH_alterna_04/Kyōtō (共闘? lett. "Combattere insieme") – 1:15
12. Jerry Long – 7:33 (musica: Jerry Brown)
13. Akira Jimbo universe – 4:49
14. ch alt1 proto – 1:03
15. ch alt3 proto – 1:13
16. ch alt4 proto – 1:16
17. EM20_alterna01～EM20_alterna03～EM20_alterna04 – 3:46
18. E01_WithoutEricTrumpet_EWS_Amano&Kosei – 3:22
19. Shiro'sBrassBand_TributeToBreckerBrothers – 6:14

Durata totale: 58:22
Tracce (disco 3)
1. EM20 Kotetsu Voice Orchestra – 3:02
2. Ttensions featuring Yoko Takahashi – 3:42
3. Tensions =he who pays the piper= – 6:29
4. EM20 =clint eastwood= – 2:04
5. euro nerv optionA =tokyo III and timpani= – 1:04
6. EM20 =spaghetti western swang= – 2:34
7. euro nerv optionB =tokyo III and guitars= – 1:03
8. Can't run away, Face it =EVA oriented Giant Swing= featuring Takanori from LL Brothers – 4:00
9. EM20 =super chiptune= – 2:35
10. alterna blueprint Chokkaku guitars – 5:15
11. a short attention span – 0:42
12. battle suite 1997 – 9:16
13. EM20 suite 2017 – 9:32
14. all you need is love, Martin... – 1:42

Durata totale: 53:00